# Jésus de Nazareth
Cet article traite de l'aspect historique de Jésus de Nazareth. Pour l'état de la recherche sur ce sujet, voir Jésus selon l'exégèse contemporaine et pour les thèses contestant l'historicité de Jésus, voir la thèse mythiste. Pour Jésus en tant que Christ, voir Jésus-Christ. Pour Jésus en tant que prophète pour les musulmans, voir ʿĪsā.
« Jésus » redirige ici. Pour les autres significations, voir Jésus (homonymie), Jésus de Nazareth (homonymie) et Nazareth (homonymie).
Jésus de Nazareth est un Juif de Galilée, né entre l'an 7 et l'an 5 av. J.-C.
Selon les évangiles, qui constituent la principale source d'information sur sa vie, il apparaît dans le cercle de Jean le Baptiste avant de s'engager, entouré de quelques disciples, dans une courte carrière de prédication itinérante de deux à trois ans, essentiellement en Galilée, en pratiquant guérisons et exorcismes. Il suscite engouement et ferveur, s'attirant la méfiance des autorités politiques et religieuses, avant d'être arrêté, condamné et crucifié vers l'an 30 à Jérusalem pendant la fête juive de la Pâque, sous l'administration du préfet Ponce Pilate.
L'annonce de sa résurrection par ses disciples, qui le reconnaissent comme le Messie annoncé dans l'Ancien Testament et transmettent son histoire et ses enseignements, donne naissance au christianisme primitif. Pour les chrétiens, celui qu'ils appellent Jésus-Christ est le Fils de Dieu, envoyé aux hommes pour les sauver. Dans l'islam, Jésus de Nazareth, appelé ʿĪsā, est considéré comme un prophète majeur.
Le retentissement de son message, transmis par les différentes Églises chrétiennes, et les interprétations auxquelles il a donné lieu, ont influencé différentes cultures et civilisations au cours de l'Histoire. Il a inspiré une importante production théologique, littéraire et artistique. L'année de sa naissance est prise comme origine conventionnelle des calendriers julien — depuis le VIe siècle — et grégorien, et le dimanche, jour de la célébration de sa résurrection, s'est imposé comme le jour de repos hebdomadaire au-delà même de la chrétienté. Cette importance contraste avec la brièveté de sa prédication et le peu de traces historiques conservées à son sujet.

## Étymologie et dénomination

### Jésus
Jésus, en grec Ἰησοῦς / Iēsoûs, vient de Yehoshua, (hébreu : יהושע), à travers sa forme abrégée Yeshua (hébreu : ישוע). Yeshua signifie « Sauveur » et Yehoshua est un nom théophore qui signifie : « Dieu (YHWH) sauve ». La Septante (rédigée en grec) utilise également le nom de Iesoûs pour désigner Josué, lieutenant et successeur de Moïse. Le nom était généralement prononcé « Yeshua » mais vraisemblablement « Yeshu » dans la prononciation galiléenne.
« Jésus » est un prénom courant dans la Palestine du Ier siècle : il est le sixième nom masculin le plus fréquent à cette époque. Il est par exemple attesté pour Jésus Ben Sira, l'auteur du Siracide, pour un fils d'Éliézer dans l'Évangile selon Luc, ou encore pour Barabbas, le chef de guerre libéré par Ponce Pilate selon certaines versions de l'Évangile selon Matthieu. L'historien juif Flavius Josèphe mentionne vingt individus prénommés de la sorte, dont une dizaine à l'époque de Jésus de Nazareth.
Dans le Nouveau Testament, Jésus est qualifié plusieurs fois en grec de Ναζωραῖος / Nazōraîos, « Nazôréen ». Ce terme est discuté et peut venir de l'hébreu nsr qui signifie « celui qui observe [la Loi] », ou de nzr, « celui qui se consacre [à Dieu] », ou encore « rejeton » (d'Israël). Le nom de nazôréen servira par la suite à désigner un courant juif en Palestine qui croit en la messianité de Jésus. On trouve également parfois Ναζαρηνός / Nazarēnós, « Nazarénien », qui est « l'homme du village de Nazareth », et qui, selon certains chercheurs, ferait référence à une naissance dans ce village. D'autres théories existent encore, comme celle faisant référence à son rattachement à une hypothétique communauté de nazirs. Dans les Évangiles, aucune de ces dénominations n'est utilisée par Jésus lui-même ni par ses disciples.

### Titulatures dans le Nouveau Testament
Jésus ne semble pas s'être attribué de titres, à l'exception du mot « Fils », et paraît avoir gardé un silence absolu sur son identité. Il est néanmoins nommé de multiples façons dans la littérature néotestamentaire, chacun de ces noms et titres suggérant une façon dont ont pu l'appréhender ou le considérer ses différents interlocuteurs, puis, dans la mesure où l'essentiel de cette titulature a été composée après sa mort, les diverses communautés chrétiennes dont sont issus ces textes.
Parmi les différents titres appliqués à Jésus, on trouve le terme « Rabbi », ou le terme proche en araméen « Rabbouni », qui signifie au Ier siècle le « maître » pharisien, au sens « maître et philosophe » d'un groupe pharisien ; on trouve également les titres de « Maître » — au sens d'« enseignant » —, de « Prophète attendu », de « Juste », de « Saint », de « Messie-Christ », de « Fils de David » — déjà employés pour des personnages de la Bible hébraïque —, de « Roi des Judéens », de « Juge eschatologique », de « Berger » ou de « Pasteur », de « Seigneur », ou encore de « Serviteur », qui semble être l'un des plus anciens de ces titres. L'Évangile selon Jean rapporte que la croix de son exécution était surmontée d'un titulus qui portait l'inscription INRI signifiant « Jésus le nazôréen, Roi des Juifs »,.
L'expression «Fils de l’homme » que s'attribue à plusieurs reprises Jésus lui-même dans les évangiles se trouve précédemment dans la littérature hébraïque, dans le Livre des Psaumes, où elle désigne l'homme ordinaire. Chez le prophète Ézéchiel, le Fils de l'homme définit la fonction prophétique. Dans le Livre de Daniel, elle s’applique au statut messianique.
Sa désignation comme « Christ » (du grec χριστός / christós, traduction de l'hébreu : מָשִׁיחַ - mashia'h, Messie, signifiant « l’oint [du Seigneur] ») a une forte connotation politique et religieuse dans l'espérance messianique de cette époque. De son vivant, Jésus interdit à ses disciples de dire à quiconque qu'il est le Messie.
Enfin, Jésus est aussi désigné comme « Fils de Dieu » par lui-même, par le tentateur, par les démons qui sortent des possédés, par ceux qui le découvrent comme tel ; et lors de son procès.

## Biographie

### Sources

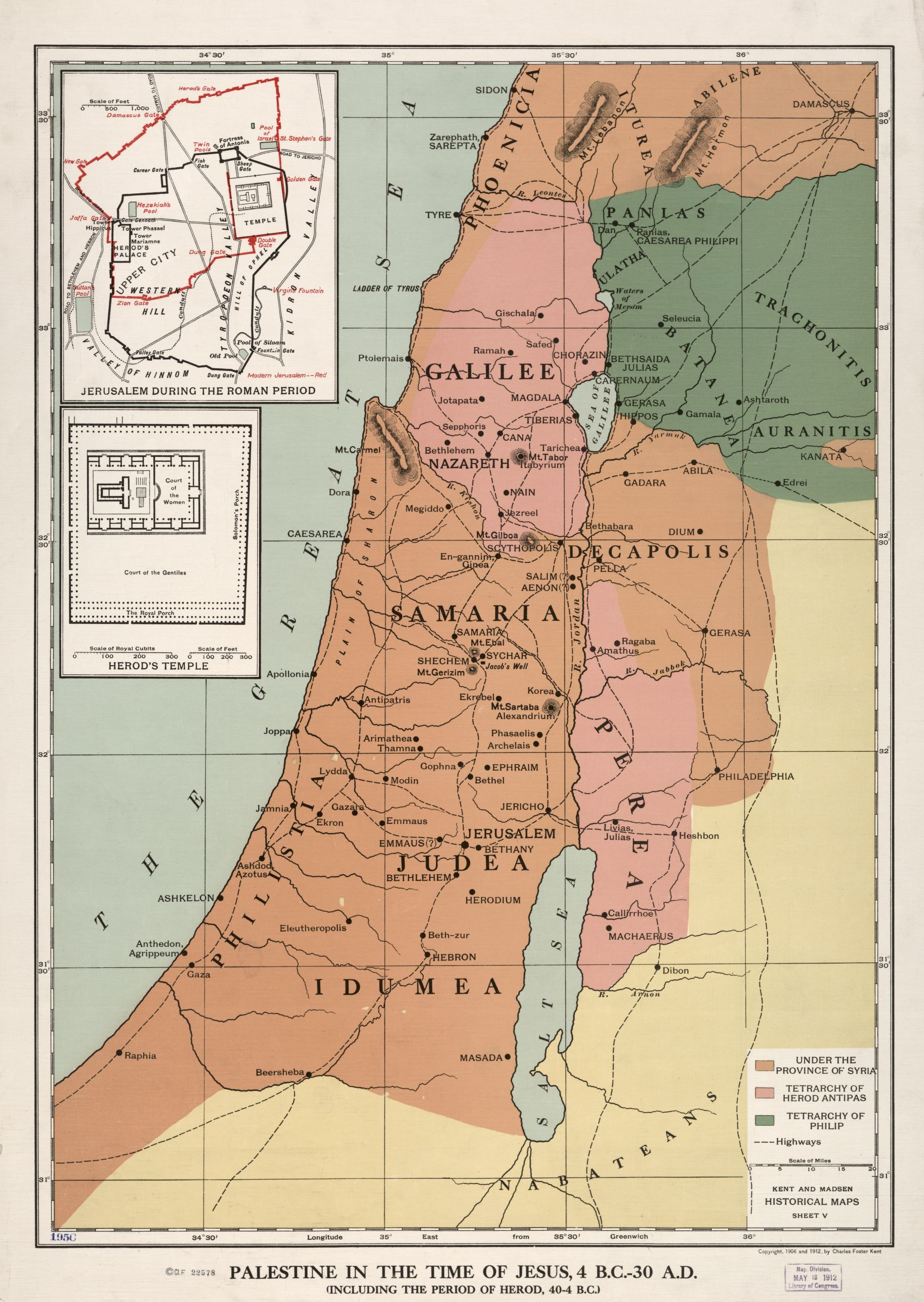
La Palestine au temps de Jésus.

La biographie de Jésus de Nazareth est très mal connue. La principale source d'information vient des textes rédigés vraisemblablement entre 65 et 110 qui seront appelés « Évangiles » vers 150, textes dont le but n'est pas historique mais apologétique, et dont l'interprétation en termes de biographie historique est souvent hasardeuse. Michel Quesnel souligne que « les Évangiles ont retenu de la vie de Jésus un certain nombre de scènes et de paroles qui sont avant tout témoignages de foi et dont l'historicité peut à bon droit être questionnée ».
Les éléments biographiques se résument à peu de choses, au point que théologiens et exégètes ont pu parler de « mystère de Jésus ». Lorsque l'historien aborde la question de Jésus de Nazareth, il « sait qu'il n'est nullement en mesure de révéler ce qui a vraiment été fait ou ce qui a vraiment été dit par ce personnage ».
Néanmoins, la documentation sur Jésus s'avère souvent plus riche que pour beaucoup de personnages importants de l'Antiquité, même si une certaine unilatéralité des sources la soumet à une exigence de critique littéraire et historique. Le croisement des différentes traditions néotestamentaires permet ainsi de présenter des éléments épars qui proposent, mis ensemble, une approche biographique plus étoffée, un « Jésus de l'histoire » ou un « Jésus historique » « tel qu'on peut le découvrir, l'atteindre, le reconstruire au moyen des outils scientifiques de la recherche historique moderne » ; l'atteinte de ce « Jésus historique » demeure néanmoins une reconstruction et si le « Jésus réel » reste inconnaissable, les chercheurs peuvent tenter de livrer un Jésus « possible », probable, voire vraisemblable.

### Origines
La vie de Jésus avant sa prédication est particulièrement peu accessible à l'histoire dans la mesure où « les sources qui pourraient […] permettre de dire quoi que ce soit sur [sa] naissance, sa famille, son éducation, peuvent être qualifiées au mieux de très minces, sans qu'il soit nécessaire pour autant de tomber dans un scepticisme total ».
S'il est communément admis que Jésus est un Juif galiléen dont la famille est originaire de Nazareth, le lieu et la date de sa naissance ne sont pas connus avec certitude et ne le seront probablement jamais, car les récits des Évangiles de l'enfance relèvent surtout de théologoumènes de la part des auteurs bibliques qui ont plus une visée doctrinale qu'un souci historique,. Appartenant au registre littéraire du merveilleux et à la théologie métaphorique, les récits évangéliques de la naissance de Jésus — qui légitiment celui-ci dans l'histoire d'Israël en déroulant un arbre généalogique — sont des constructions tardives qui se font l'écho, par leurs cortèges d’évènements miraculeux, des récits de naissance d'hommes exceptionnels de la littérature judéo-hellénistique auxquels les lecteurs de l'Antiquité sont familiers.
Concernant la localité qui a vu naître Jésus, la majorité des historiens penchent pour le berceau familial de Nazareth, où il passera toute sa jeunesse. Concernant les récits de Luc et Matthieu qui situent chacun la naissance de Jésus à Bethléem en Judée, les exégètes penchent généralement pour une rédaction plutôt théologique que factuelle, destinée à établir l'origine davidique de Jésus. En effet, la naissance à Bethléem, « ville de David », permet d’accomplir la prophétie de Michée selon laquelle le Messie sera issu de cet endroit. Néanmoins, certains chercheurs considèrent une naissance à Bethléem plausible ; d'autres encore ont évoqué le village de Capharnaüm qui apparaît dans les évangiles comme le centre de sa mission, voire la bourgade de Chorazeïn, à laquelle Jésus semble particulièrement attaché.
L'année de sa naissance n'est pas non plus connue précisément. Les dates retenues peuvent osciller entre 9 et 2 av. J.-C.. Les évangiles selon Matthieu et selon Luc la situent sous le règne d'Hérode Ier le Grand dont le long règne s'achève en 4 avant notre ère. L'estimation généralement retenue par les historiens actuels va de 7 à 5 avant notre ère.

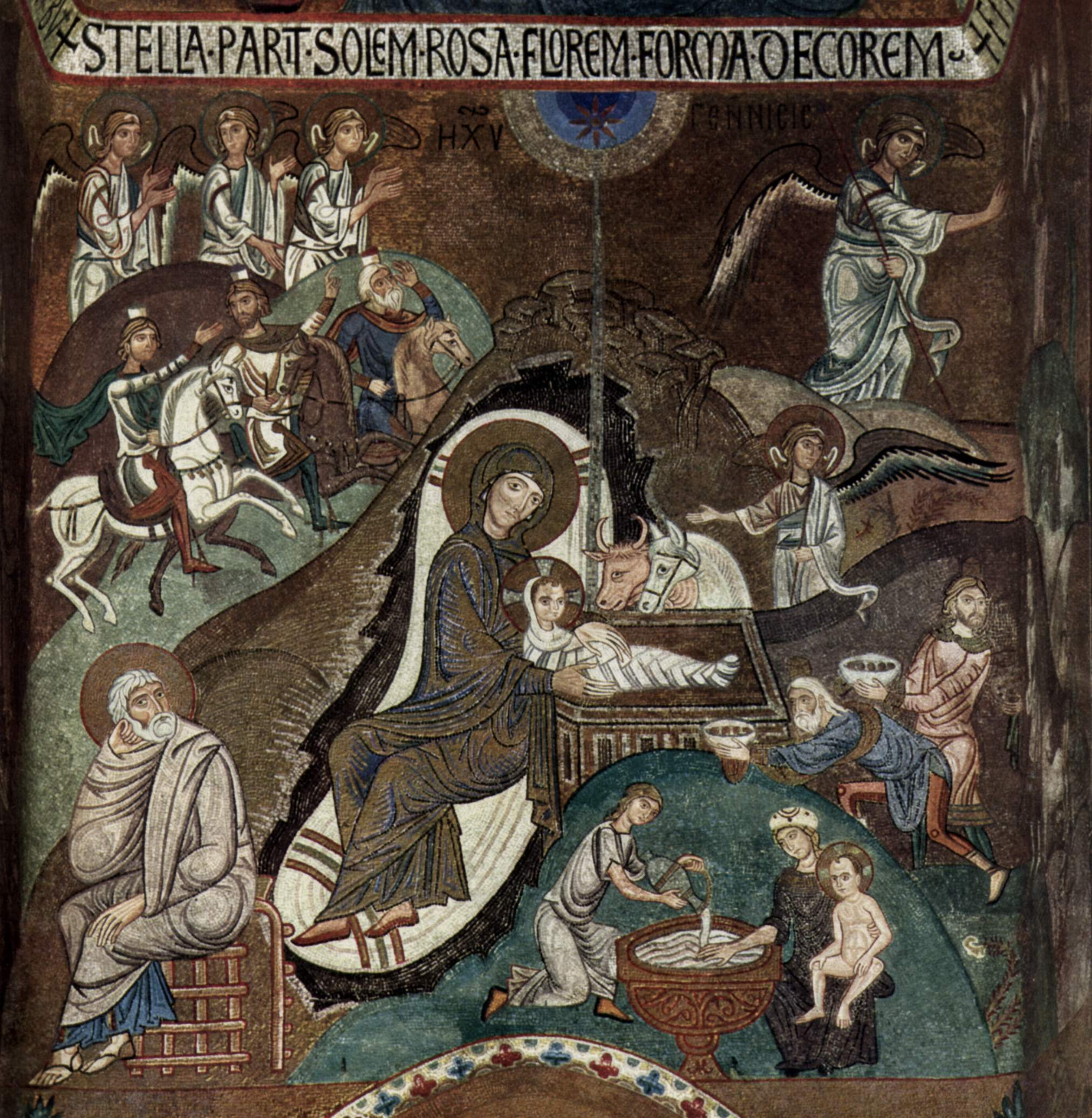
Naissance du Christ,
Mosaïque de la chapelle palatine de Palerme, v. 1150.

Il est paradoxal que Jésus de Nazareth puisse être né « avant Jésus-Christ » : l'origine de l'ère chrétienne est en effet censée être la naissance du Christ. Mais cet Anno Domini qui ne s'est imposé progressivement en Europe qu'à partir du XIe siècle, a été fixé d'après les travaux du moine Denys le Petit réalisés au VIe siècle, que l'on sait à présent être erronés et, si le calendrier historique a été précisé depuis, son origine conventionnelle n'a pas été modifiée.
La naissance de Jésus (la Nativité) est traditionnellement fêtée le 25 décembre, à Noël, mais cette date est entièrement conventionnelle, et n'a rien d'un « anniversaire ». Elle aurait été fixée dans l'Occident latin au IVe siècle, peut-être en 354, pour coïncider avec la fête romaine de la naissance de Sol Invictus, célébrée à cette date à l'instar de la naissance du dieu Mithra, né selon la légende un 25 décembre ; le choix de cette fête permettait une assimilation de la venue du Christ — « Soleil de justice » — à la remontée du soleil après le solstice d'hiver. Avant cette date, la Nativité était fêtée le 6 janvier et l'est encore par l’Église arménienne apostolique, alors que l’Église catholique romaine y fête aujourd’hui l’Épiphanie, la visite des mages à Jésus peu après sa naissance, ou la « théophanie », le baptême de Jésus dans le Jourdain, événement que les plus anciennes Églises pré-romaines utilisaient comme acte de « naissance » du Christ. Les Pères de l'Église ne se sont pas opposés à ce syncrétisme à propos de la Nativité, considérant que ce choix calendaire ne pouvait donner lieu à des hérésies théologiques et qu'il confirmait la venue du Messie annoncé comme l'« astre levant » et comme le « soleil de justice » par le prophète Malachie. Noël s'est ainsi substituée aux célébrations de la fête païenne d'autant plus aisément que, les références bibliques aidant, s'est développée pour qualifier métaphoriquement le Christ nouveau-né toute une symbolique du « vrai soleil », du « nouveau soleil » resplendissant sur le monde.

### Famille
Jésus est connu comme « le fils de Joseph le charpentier » et « le fils de Marie ». Les évangiles selon Matthieu et selon Luc professent une conception « par la vertu du Saint-Esprit » qui ouvrira plus tard sur des débats théologiques très disputés au sein des communautés chrétiennes concernant la virginité de Marie. L'évangile selon Luc évoque Joseph, père adoptif de Jésus qui, en assumant sa paternité, rattache ce dernier à la lignée de David. Luc et Matthieu rapportent la tradition de la conception virginale probablement afin d'accomplir le texte prophétique et de répondre aux rumeurs et aux accusations lancées par des Juifs non chrétiens à propos de la naissance illégitime de Jésus (accusations qui se retrouvent notamment chez Celse et dans les Toledot Yeshou). Selon Bruce Chilton (en), comme pour Daniel Marguerat, son statut au regard de la loi juive et de son entourage a pu être celui d'un mamzer (enfant illégitime) et « a provoqué les interprétations disparates de sa naissance articulées dans le Nouveau Testament et la littérature rabbinique ».
Jésus est le « premier-né » de cette famille, appartenant à un milieu artisanal peut-être aisé, traditionaliste, pieux et proche du Temple — voire lévite ou peut-être même sacerdotale —, liée à un clan de nazôréens qui attendent l'apparition d'un « fils de David » en son sein. Les évangiles mentionnent l'existence de « frères et sœurs » qui « apparaissent pour montrer que Jésus n'a rien d'extraordinaire puisque sa famille est bien connue ». Jésus, dont le nom évoque le successeur de Moïse, compte au moins deux sœurs dont le nom est inconnu et quatre frères dont deux — Jacques/Jacob et Josès/Joseph— portent le nom de patriarches et les deux autres — Jude et Simon — celui de Judas et Simon, héros de la révolte des Macchabées, semblant attester de la fidélité de la famille à l'identité religieuse et nationale d'Israël. Si Jésus semble avoir eu des tensions avec sa famille qui « ne croyait pas en lui » et dont il se sépare pour pratiquer l'itinérance et peut-être pour rejoindre Jean le Baptiste, il n'en demeure pas moins que la mère de Jésus et ses frères jouent un rôle particulier dans la première communauté d'adeptes dès après la disparition de celui-ci et que Jacques occupe une place prééminente bien attestée au sein de la communauté de Jérusalem.
La question des liens de parenté de Jésus avec ses « frères » et « sœurs » a été disputée à partir du IIe siècle avec l’élaboration du concept de virginité perpétuelle de Marie qui rend la présence d'une fratrie gênante : l'Évangile de l'enfance appelé Protévangile de Jacques, aux alentours de 180, « tente astucieusement » de faire de la fratrie de Jésus des « demi-frères » et des « demi-sœurs » nés d'un premier mariage de Joseph tandis que, à la fin du IVe siècle, Jérôme de Stridon, est le premier Père de l'Église à argumenter contre une fratrie au profit de « cousins ». Cette dernière option, qui mettra du temps à s'imposer dans la mesure où Eusèbe de Césarée au début du IVe siècle parle encore de « race du Sauveur » et que le dogme de la virginité perpétuelle n'est proclamé qu'au milieu du VIIe siècle, est devenue la doctrine de l'Église catholique romaine tandis que les orthodoxes ont opté pour les « demi-frères et sœurs » issus d'un premier mariage de Joseph et les protestants, après avoir suivi la position hiéronimienne, reconnaissent tantôt des frères, tantôt des cousins.
À la suite des travaux de l'exégète catholique John P. Meier qui analysent l'argumentaire de Jérôme, la plupart des exégètes critiques et historiens contemporains considèrent que rien n'exige de comprendre les frères et sœurs de Jésus autrement que dans le sens le plus strict des mots ainsi que rien ne permet de soutenir que cette fratrie n'a pas été biologique comme l’affirme unanimement la documentation canonique, ce qui n'empêche pas certains auteurs essentiellement catholiques de défendre l'explication de Jérôme.

### Enfance

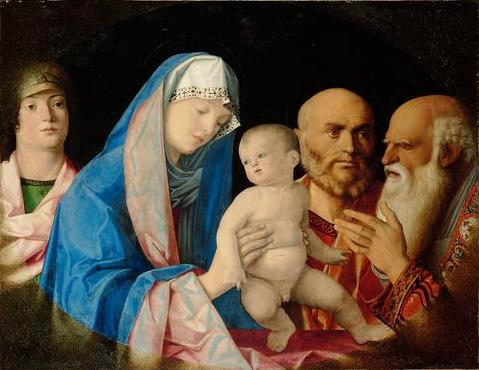
La Présentation au Temple,
Giovanni Bellini, 1500,
Kunsthistorisches Museum, Vienne.

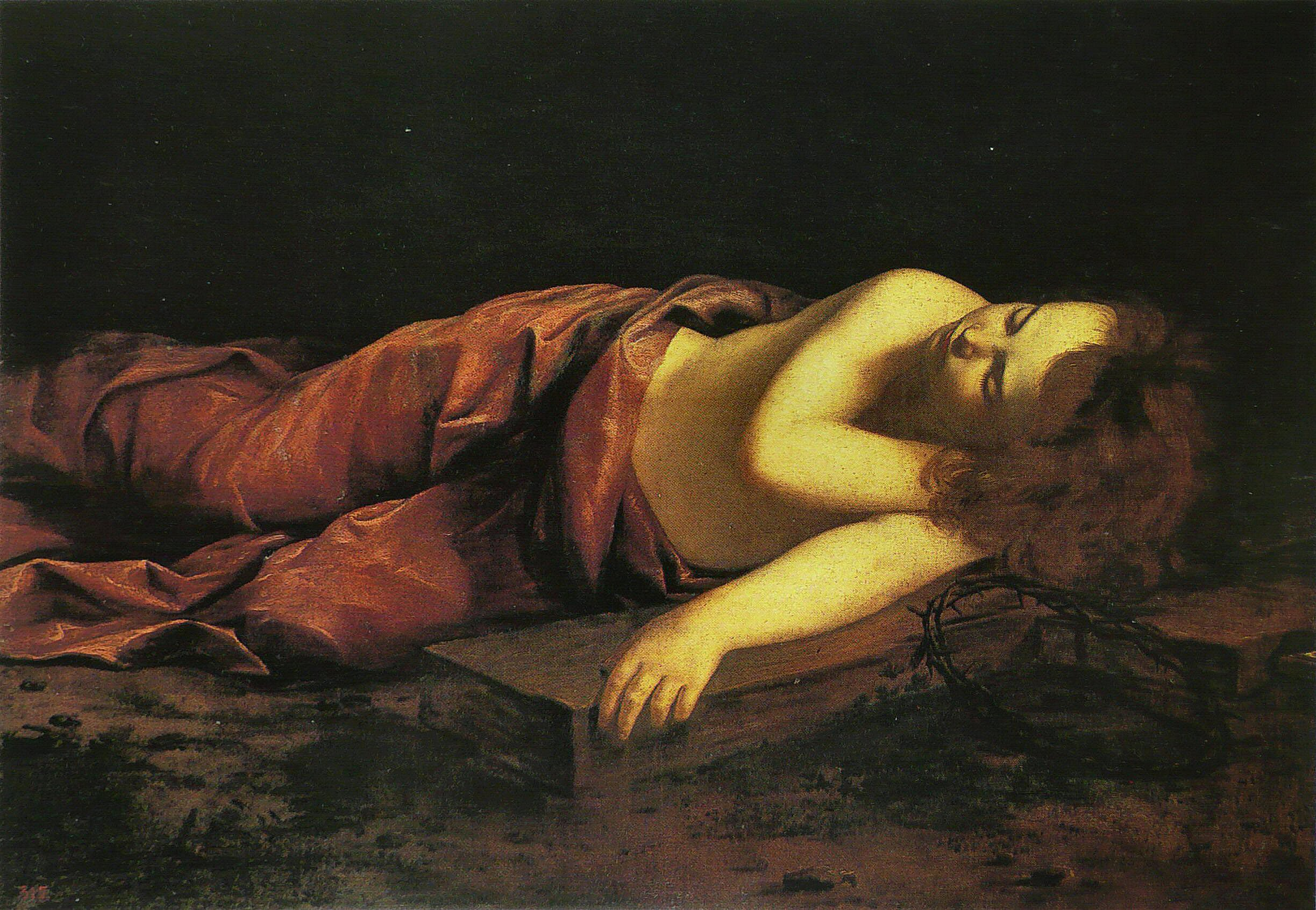
Jésus endormi sur la croix, Orazio Gentileschi, XVIIe siècle.

L'Évangile selon Luc raconte comment, huit jours après sa naissance, il a été nommé « Jésus » et circoncis conformément à la loi juive lors de la « présentation au Temple ». L'Évangile selon Matthieu expose un événement connu comme le « massacre des Innocents ». Né de l'imagination hagiographique du rédacteur matthéen, cet épisode met en scène Hérode, prenant peur pour son pouvoir, qui décide de faire tuer tous les premiers-nés de son peuple. Il peut s'agir d'une réactualisation de l'histoire de Moïse persécuté par Pharaon, peut-être fondée sur une réminiscence historique. Les parents de Jésus fuient alors avec leur enfant dans une séquence appelée la « Fuite en Égypte » qui inspirera une importante production apocryphe et influencera la tradition copte. L'évangile selon Luc rapporte encore un incident probablement légendaire au cours duquel, quand il a douze ans, ses parents cherchent Jésus qu'ils retrouvent en conversation avec les docteurs du Temple de Jérusalem.
La biographie de Jésus avant le début de sa vie publique, telle qu'elle est relatée par les évangiles canoniques, ne consiste qu'en très peu de faits, disséminés dans différents passages. Ces évangiles cherchant en effet à concilier les courants docétistes et adoptianistes, ils ne peuvent admettre des « outrances si ostensiblement contraires à l'incarnation », telle celle de Jésus enfant aidant ses parents, si bien que Luc imagine qu'il « croissait en sagesse et en grâce » ; telle celle de Jésus apprenant à lire alors qu'il est le Verbe de Dieu. Ces récits privent Jésus de son enfance, ce qui donne l'opportunité aux apocryphes de l'enfance, traités pédagogiques, livres de catéchisme et à l'iconographie chrétienne de combler les vides en imaginant de nombreuses scènes de l'enfance. Ce sont des écrits apocryphes qui par exemple précisent le nom et le nombre des « rois mages », ou décrivent les parents et la naissance de Marie.

### Premières années
Il n'y a quasiment aucun élément entre les récits de la naissance de Jésus et sa vie publique, encore moins entre l'âge de douze ans et celui de trente ans, début de son ministère. Cette période lacunaire, appelée la « vie cachée de Jésus », a conduit à la composition d'un certain nombre de textes apocryphes qui ont beaucoup brodé sur le canevas originel. Ces textes, non canoniques, participent pourtant de la mythologie chrétienne, et ont inspiré une importante production littéraire et artistique.
Cette vie cachée est présentée comme un apprentissage de Jésus auprès de son père putatif Joseph : apprentissage spirituel, c'est-à-dire une formation religieuse mais aussi apprentissage manuel dans l'atelier de son père « charpentier » (tektôn). Le terme grec qui désigne ce métier est ambivalent — pouvant également signifier « menuisier », « maçon », « artisan » ou encore « constructeur » — aussi est-il difficile de déterminer la profession de Jésus présenté comme « le tektôn fils de Marie ». Cette période peut également avoir représenté pour Jésus plusieurs années où il a joué un éventuel rôle de chef de la famille après le décès de Joseph.
La bourgade de Nazareth ne compte à l'époque de Jésus que deux à quatre cents habitants. Étant trop petite pour assurer la subsistance d'un charpentier, il est possible que Joseph et ses fils aient offert leurs services ou trouvé du travail à Sepphoris, ancienne capitale de Galilée en pleins travaux de reconstruction, ou dans d'autres grandes villes galiléennes (Arraba, Magdala ou Tibériade). Pourtant, les évangiles ne mentionnent pas ces villes, ce qui pourrait suggérer que Jésus les ait évitées pendant son ministère, d'autant plus qu'il fuit généralement les grandes agglomérations. Flavius Josèphe rappelle l'hostilité des Juifs à l'encontre des villes jugées trop cosmopolites ou abritant des places fortes romaines, l'occupant méprisé. La culture urbaine, friande de modernité, choque également la mentalité villageoise plus traditionnelle et il se peut que Jésus, issu d'une famille nombreuse du milieu semi-rural de Nazareth, soit imprégné de cette mentalité. S'il faut cependant se garder de l'image traditionnelle d'un Jésus pauvre paysan galiléen, la polysémie du terme tektôn laisse la voie à de nombreuses interprétations : Jésus a pu tout aussi bien appartenir à un milieu modeste d'artisan charpentier qu'à une moyenne bourgeoisie d'entrepreneurs qui a profité des grandes voies de communication romaines telle la Via Maris, et des importants chantiers urbains entrepris par Hérode Antipas dans la région. Dans cette optique, Joseph aurait été un entrepreneur se chargeant, avec ses fils et quelques salariés, de la construction d'édifices entiers.
En plus de leur activité principale, Joseph et ses enfants ont peut-être cultivé également un lopin de terre comme le faisaient, si l'on en croit Eusèbe de Césarée, les petits-enfants de Jude (frère de Jésus) qui ont pu hériter de la ferme familiale, ce qui expliquerait les paraboles de Jésus qui ont le plus souvent trait à l'agriculture (champs, semences, etc.).

### Langue
À l'époque de Jésus, deux grandes langues véhiculaires se partageaient le monde gréco-romain, se superposant aux parlers locaux : le grec sur les pourtours de la Méditerranée, jusqu'à Rome, et l'araméen en Syrie et en Orient. Ces deux langues se retrouvaient en Palestine : l'araméen était parlé en Galilée et vraisemblablement dans les campagnes de Judée. Mais le grec avait également pénétré la Judée depuis la côte et ses villes hellénistiques comme Césarée et les juifs hellénistes de la Diaspora avaient des synagogues à Jérusalem. Ainsi le degré d'hellénisation de la Galilée, terre de passage où se croisaient marchands phéniciens et grecs, est diversement envisagé selon le degré d'urbanisation qu'y voient les chercheurs. Si on s'accorde pour dire que le grec était la langue de l'administration et de l'élite économique ou culturelle, certains pensent néanmoins que la majorité des Galiléens ne le parlaient pas, voire ne le comprenaient pas.
L'hébreu était quant à lui la langue sacrée des juifs, dans laquelle on lisait les Écritures et chantait les psaumes. Il était peut-être encore vivace dans les familles liées au sacerdoce et les milieux cultivés. Pour ceux qui ne comprenaient plus l'hébreu, un « targoum » en araméen pouvait accompagner la lecture des Écritures. Si l'on retient une appartenance sacerdotale ou lévite de la famille de Jésus, ce dernier, par son père et par la fréquentation de la synagogue, a pu apprendre l'hébreu : des passages de la littérature canonique chrétienne suggèrent qu'il le lisait mais aussi, peut-être, l'écrivait,.
Ainsi, pour sa part, Jésus s'exprimait-il vraisemblablement dans un dialecte araméen parlé par les paysans de Galilée mais pouvait se servir de l'hébreu liturgique dans les discussions avec les scribes. Pour son usage du grec, il y a débat : certains chercheurs estiment que rien n'indique qu'il parlait cette langue dans la mesure où certains de ses disciples semblent avoir dû jouer le rôle d'interprètes ; cependant un nombre croissant de spécialistes estiment probable qu'il l'utilisait au moins occasionnellement.

### La Galilée

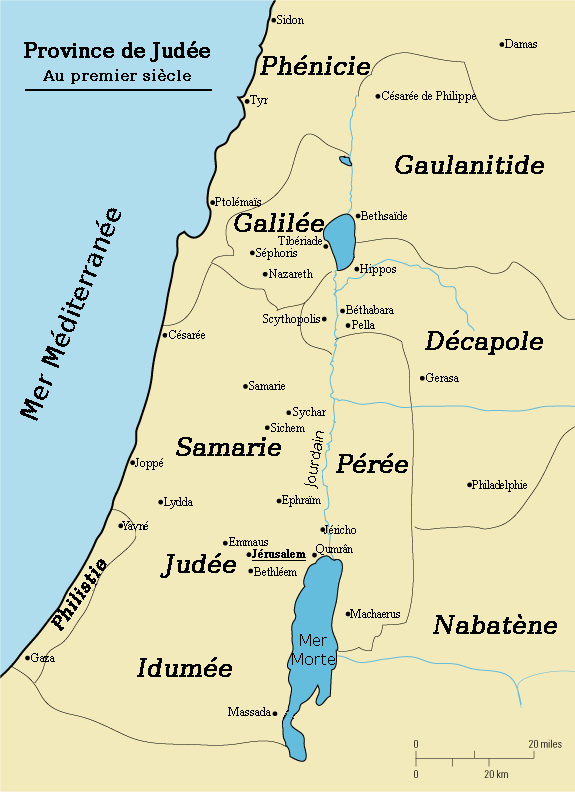
Province romaine de Judée au Ier siècle.

À la différence de la Judée, qui, avec la Samarie et l'Idumée, constitue une région de rang quasiment provincial, la Galilée n'est pas directement administrée par les Romains mais fait partie des possessions de l'ethnarque Hérode Antipas, dont le long règne de quarante-trois ans, qui s'achève en 39, recouvre presque toute la vie de Jésus. Le territoire bénéficie donc d'une relative autonomie, tant que le tribut est payé aux autorités romaines. Les ressources d'une agriculture florissante y sont complétées par des activités de pêche dans le lac de Tibériade, également appelé « mer de Galilée » ou encore « mer de Génésareth », dont les abords constituent le cadre des prédications de Jésus. Ce territoire est entouré de populations non juives : à l'ouest, la Galilée est bordée par le littoral hellénisé, au nord par la Phénicie, à l'est par la Décapole qui s'étend partiellement jusqu'au sud avec la ville de Scythopolis, et la frontière méridionale de la Galilée jouxte l'inamicale Samarie, ce qui pousse les Galiléens à emprunter le mince couloir judaïsé que constitue la vallée du Jourdain pour se rendre en pèlerinage à Jérusalem.
Les Galiléens, réputés belliqueux, chauvins et courageux, y sont souvent moqués pour leur dialecte et leur accent, signe d'importantes différences culturelles avec les Judéens, qui se montrent méprisants à leur égard. Entraînés à la guerre depuis leur enfance, ils sont réputés pour leur bravoure et le nord montagneux et accidenté constitue un refuge idéal pour les fomentateurs de révoltes, à l'instar des zélotes ; la province est le théâtre de troubles pendant plus d'un siècle dès la seconde moitié du Ier siècle av. J.-C.. Certains chercheurs font de la région un foyer du pharisianisme mais d'autres situent plutôt ce foyer à Jérusalem. Il est néanmoins vraisemblable qu'un prédicateur à la réputation messianique originaire de Galilée passe pour un personnage inquiétant à Jérusalem auprès de ceux qui sont soucieux de ménager les bonnes relations avec l'autorité romaine.

### Judaïsme de Palestine
La Palestine du Ier siècle connait une grande effervescence politico-religieuse où se croisent plusieurs courants témoignant d'une « extraordinaire explosion de créativité réformatrice et purificatrice » dans une société en proie aux bouleversements politiques et sociaux : la région connait à l'époque de nombreuses révoltes religieuses à connotation prophétique voire messianique, que les autorités romaines perçoivent plutôt comme des phénomènes politiques ; elles n'hésitent d'ailleurs pas à parfois déployer les troupes avec une « insensibilité dévastatrice ». Néanmoins, la présence du pouvoir romain reste relativement discrète et ne se fait ressentir qu'au moment de la collecte des impôts, de la construction des routes ou à travers la présence de forces de l'ordre cantonnées au palais d'Hérode ou à la forteresse d'Antonia.
Le judaïsme « n'y est pas tant une religion […] [qu]'un peuple dont la particularité s'exprime par des pratiques et des symboles » mais qui n'a pas d'uniformité dans son expression religieuse et présente diverses tentatives d'actualiser les lois mosaïques et de vivre la Torah. De leur côté, à cette époque, les samaritains constituent un groupe très distinct du judaïsme.
Formés probablement depuis l'époque de la Révolte des Maccabées vers le milieu du IIe siècle av. J.-C., trois courants — ou « sectes » — dominent la vie religieuse au début de notre ère, qui développent au-delà de leurs positions religieuses, des positions politiques : les sadducéens, dont les membres sont généralement issu de l'aristocratie sacerdotale, enclins aux compromis avec les puissances dirigeantes pour maintenir leur pouvoir ; les pharisiens, courant nationaliste non violent, piétiste, à connotation eschatologique, traversé par de profondes dissensions et dont les membres se recrutent au sein de la bourgeoisie, particulièrement dans les rangs des scribes ; enfin, les esséniens — que ne mentionnent pas les écrits néotestamentaires — une forme originale de judaïsme, une sorte « d'ordre monastique avant la lettre » qui se développe exclusivement en Judée et dont les membres vivent en communauté à l'écart de Jérusalem et du culte du Temple, porteurs d'un radicalisme eschatologique vécu dans l'ascèse et poussant très loin le soucis pureté rituelle.
En sus de ces trois groupes, un courant plus politique, messianique et d'un nationalisme « exaspéré », proche des pharisiens mais professant un interventionnisme actif contre l'occupation étrangère et n'admettant d'autre roi que Dieu est décrit par Flavius Josèphe sous le nom de « zélotes » comme la « quatrième philosophie » du judaïsme.
À côté de ces courants, il existe également un parti appelé « hérodien » dans le Nouveau testament, composé d'élites — peut-être sadducéennes — partisanes de la politique d'hellénisation et de la coopération avec le pouvoir romain. D'une manière générale, il semble que le bas-clergé était plutôt opposé aux Romains à la différence du haut-clergé.
L'époque connaît également l'émergence de courants messianiques et prophétiques, ainsi que, parmi ces derniers, des groupes baptistes, probablement assez répandus dans les couches populaires à l'écart des villes et dont le prédicateur le plus connu est Jean le Baptiste.

### Vie publique

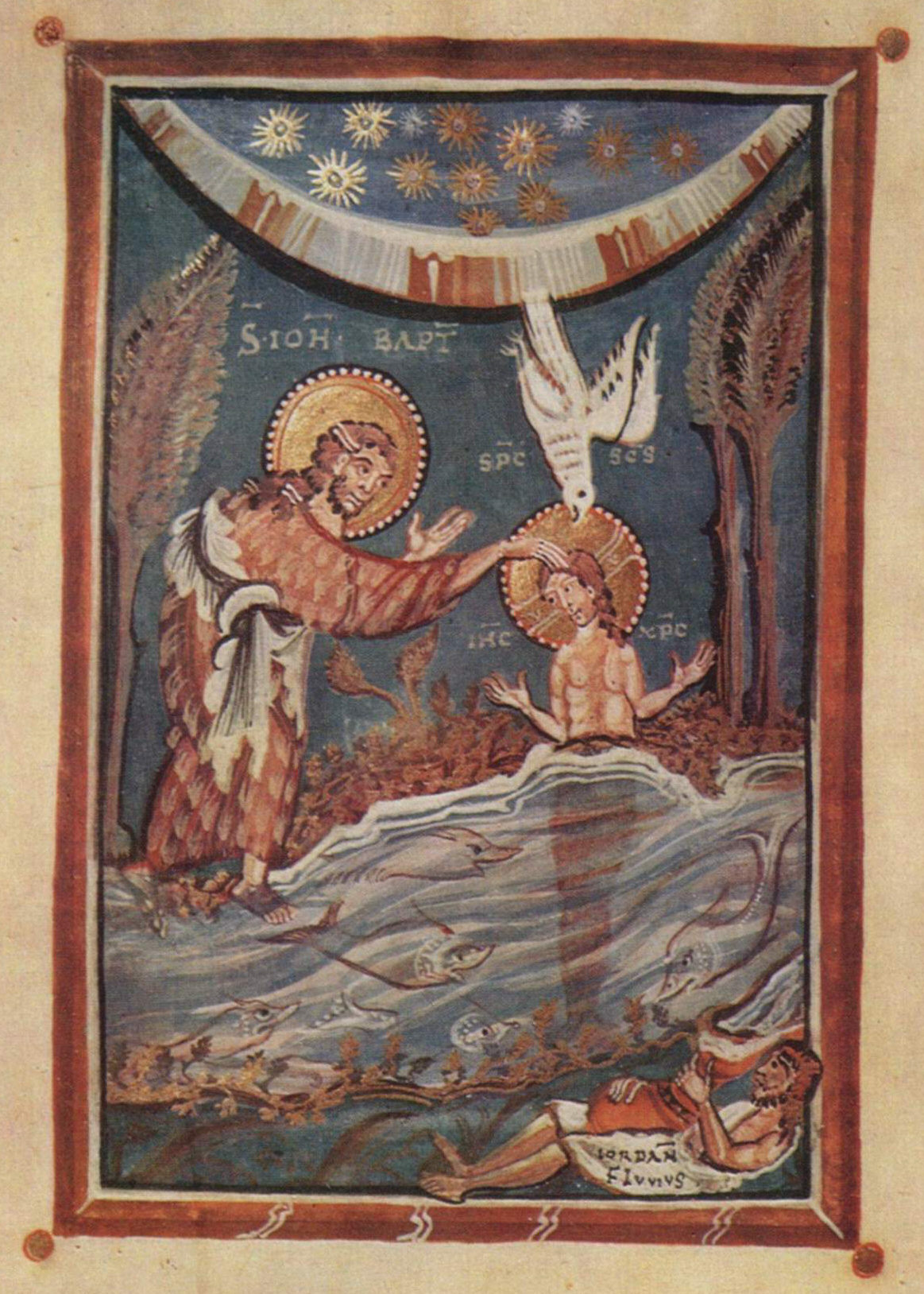
Baptême de Jésus,
évangéliaire de l'abbesse Hitda von Meschede (vers 1050),
Hessische Landesbibliothek, Darmstadt.

La durée du ministère de Jésus n'est pas précisément évoquée dans le Nouveau Testament mais celui-ci explique qu'il a débuté alors que Jésus avait « environ trente ans »,. Les traditions chrétiennes primitives se partagent à ce sujet généralement entre un ministère d'environ un an à environ trois ans, déduites du nombre de montées à Jérusalem pour la Pâque : une seule pour les synoptiques mais trois pour Jean. La recherche contemporaine s'accorde, avec des nuances, sur un ministère compris entre un et quatre ans, avec un consensus significatif envisageant une période de deux à trois ans.
Les lieux cités dans les Évangiles situent son action de part et d'autre du lac de Tibériade, principalement en Galilée (dont il est ressortissant) et dans la Décapole, avec quelques passages en Phénicie (Tyr et Sidon) et en Trachonitide (Césarée de Philippe). Il semble qu'il soit à cette époque considéré comme un habitant de Capharnaüm. Il se rend également en Judée, généralement pour aller à Jérusalem à l'occasion de fêtes juives ; mais on peut noter un séjour plus prolongé en Judée au début de sa vie publique, alors qu'il était considéré comme un disciple de Jean le Baptiste.
Les pays à population juive de l'époque étaient la Galilée et la Judée, séparées par la Samarie, dont les habitants étaient considérés comme non juifs. Jésus est perçu comme un étranger en Judée : l'accent des Galiléens les fait reconnaître et suscite une franche hostilité de la part des Judéens, parfois désignés par le terme « Juifs » alors que les Galiléens sont également des pratiquants de la Loi de Moïse.
La chronologie de cette période est confuse : les Évangiles synoptiques présentent des épisodes identiques dans un ordre parfois différent, et ils n'observent pas la même chronologie que celui de Jean, ce qui interdit d'interpréter le déroulement de ces récits comme relevant d'une logique purement temporelle. On considère néanmoins que c'est le baptême de Jésus par Jean le Baptiste qui marque l'ouverture de son activité publique.

#### Jean le Baptiste

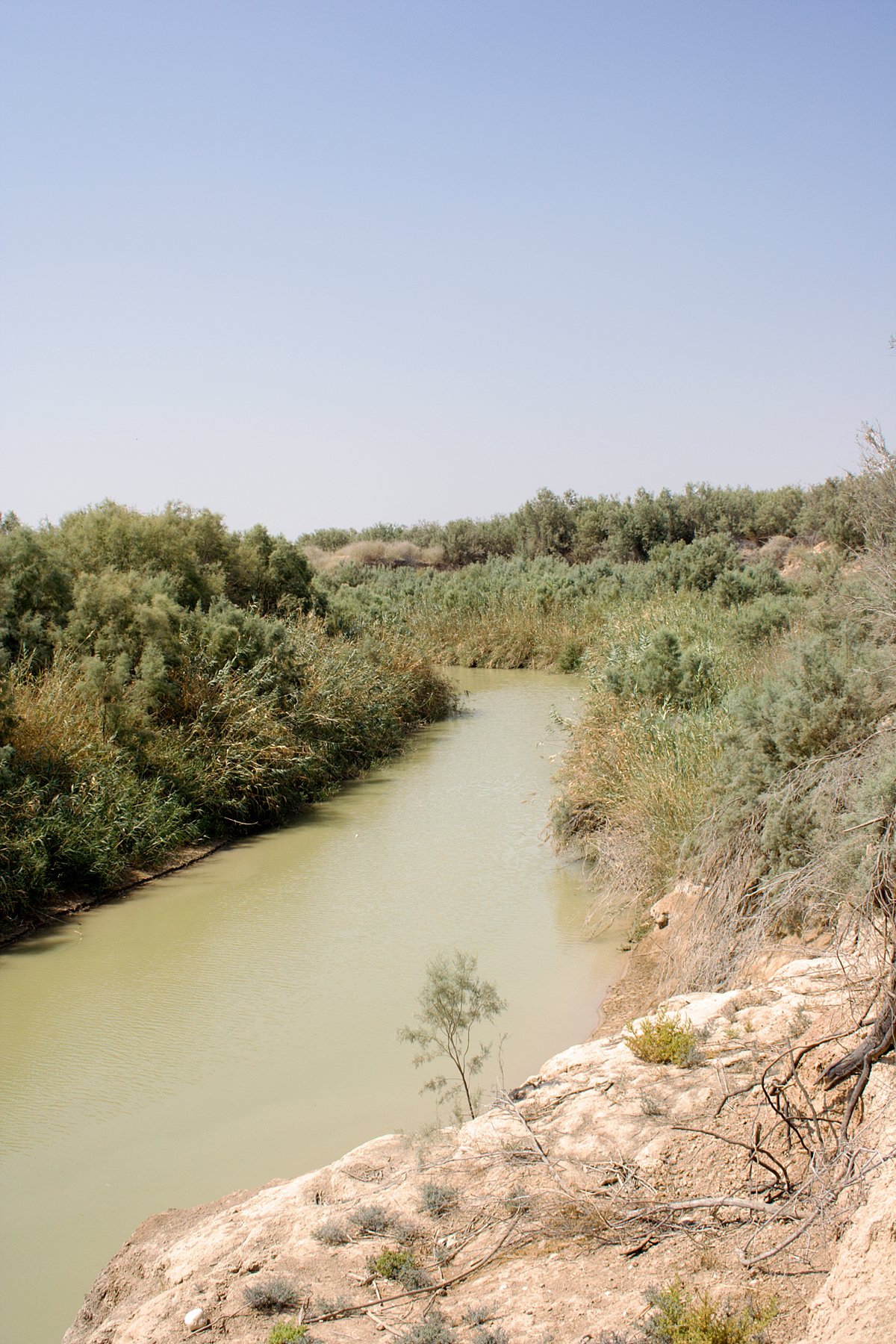
Le Jourdain et ses rives, de nos jours.

Vers 30 ans, Jésus rejoint Jean le Baptiste, un prédicateur populaire des milieux baptistes qui dénonce la pratique formaliste des milieux sacerdotaux dont il est peut-être lui-même issu. Jean prêche en se déplaçant dans le désert de Judée, sur les bords du Jourdain, et le Nouveau Testament l'identifie à un « nouvel Élie ».
Jésus reçoit le baptême que Jean administre pour le pardon des péchés à ceux qui reçoivent son message favorablement, en une immersion dans l'eau vive qui prépare au règne messianique et à l'imminence du Jugement divin. Il est ainsi possible que Jésus ait été transitoirement le disciple du Baptiste quand, au tout début de sa vie publique, on le voit simplement « annoncer le Royaume de Dieu » comme le faisait Jean, qu'il a pu reconnaître comme « maître » pendant un temps.
Néanmoins, si c'est bien aux côtés de Jean que Jésus mûrit sa mission, il apparaît des divergences, voire des tensions, entre Jésus et Jean-Baptiste, notamment quant à leurs conceptions respectives du règne de Dieu, ce qui n'empêche pas le premier de conserver son aîné en haute estime. Par ailleurs, bien que Jésus lui-même ne semble pas avoir baptisé, la communauté chrétienne, qui envisage le Baptiste comme un précurseur, conserva le rite initiatique du baptême dans sa forme, mais non point son sens.
À la différence de Jean, Jésus va prodiguer son enseignement dans les contrées habitées. Il s'entoure de disciples dont la tradition veut qu'ils aient été douze, dont les premiers sont peut-être recrutés dans les milieux baptistes. On utilise également le nom d’« apôtres » pour les désigner. Ce groupe de « douze » disciples choisis par Jésus est sans doute une création relativement tardive, comme le montre l'existence d'apôtres extérieurs à ce noyau. On parle généralement à leur sujet de « Groupe des Douze » ; le nombre 12 est en effet essentiel pour comprendre le rôle de ces disciples constituant autour de Jésus un cercle restreint à la forte signification symbolique : il figure la reconstitution de l'Israël biblique. Si leurs noms varient de livre en livre, les disciples montrent pourtant une triple référence hébraïque, araméenne et grecque, au cœur de la vie des Galiléens. L'un de ces disciples, Simon dit Pierre ou Kepha, reçoit une importance plus particulière au sein du groupe tandis que Judas, auquel est attribuée la « trahison » de Jésus auprès des autorités, a une responsabilité attestée de « trésorier » de ce groupe.
Certaines hypothèses, qui ont connu un écho médiatique, ont voulu lier Jean ou Jésus au mouvement essénien ou déceler son influence sur ces derniers, hypothèses qui demeurent « moins que probables et indémontrables ». La pratique baptismale de Jean diffère fondamentalement de celles des esséniens, tant dans son aspect rituel que dans la doctrine qui la sous-tend : le Baptiste — qui se présente comme un prédicateur itinérant de la vallée du Jourdain — baptise en effet les pénitents en vue du pardon une seule fois, dans l'eau vive, à la différence des ablutions des esséniens pratiquées quotidiennement dans des bassins dédiés pour des raisons rituelles. L'idéologie du Jourdain « n'occupe [ainsi] aucune place dans les écrits de Qumrân ».
Par ailleurs, Jésus, qui fait preuve de souplesse dans l'observance des lois de pureté, contrairement aux pratiques esséniennes, apparaît éloigné du mouvement : il ne partage aucunement le rigorisme avec lequel les esséniens entendent accomplir la Loi de Moïse et, là où ces derniers l'augmentent de prescriptions légales de la Torah, Jésus réduit au contraire celle-ci à une sorte de noyau.

#### Le thaumaturge et les miracles

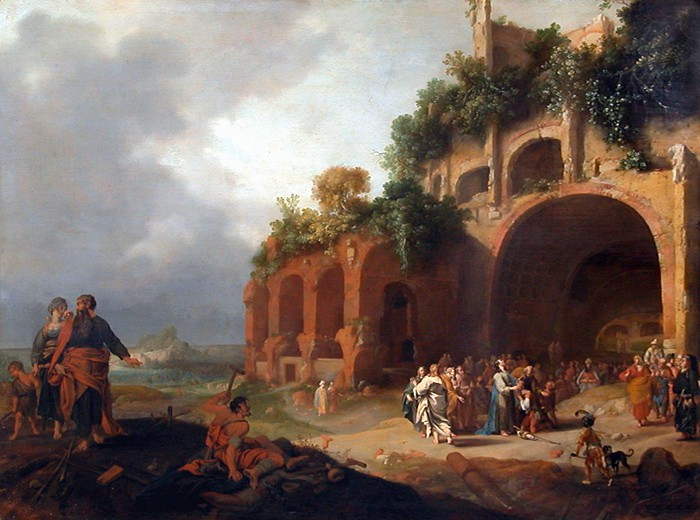
Jésus-Christ soignant un sourd à Décapole, par Bartholomeus Breenbergh, 1635,
Louvre, Paris.

Jésus se fait connaître localement, dans un premier temps comme guérisseur thaumaturge. Dans l'exercice de cette activité, sur laquelle il fonde la légitimité de son enseignement et qui attirait les foules autour de lui, on peut noter des modes opératoires variés, en comparant par exemple la guérison en trois étapes de l'aveugle de Bethsaïde, et celle — à distance et d'une seule parole — de Bar Timée à Jéricho, ou bien celle qui s'effectue par une prière intense et le jeûne, dans le cas d'un démon particulièrement rétif.
Ces pratiques thérapeutiques, dont le fondement est d'ordre religieux puisque les maladies étaient alors perçues comme la sanction divine des péchés, étaient répandues dans le monde gréco-romain et parmi les rabbi juifs dont Jésus reproduit parfois des gestes thérapeutiques connus. La pratique de Jésus se distingue néanmoins par le nombre de miracles rapportés et dans le refus par leur auteur de se les voir attribués : Jésus se présente comme le « vecteur » de Dieu, en opérant dans le présent les guérisons espérées dans le cadre eschatologique juif. Outre les miracles thérapeutiques, Jésus pratique également des exorcismes, des prodiges, des sauvetages ou des miracles illustratifs de son interprétation de la Loi juive.
Les évangiles insistent souvent plus sur la confiance des bénéficiaires de miracles qu'ils ne s'attardent sur le détail des manipulations. Jésus présente les miracles comme une anticipation de l'accès au bonheur éternel auquel a droit chaque humain, y compris les plus pauvres. L'évangile selon Marc rapporte que c'est ce pouvoir d'opérer guérisons et prodiges qui aurait été transmis à ses disciples, plutôt que la capacité de communication avec la divinité.
Les textes révèlent à cet égard un comportement général de Jésus fait de bienveillance, tourné vers les gens, particulièrement ceux plongés dans une situation personnelle ou sociale méprisée et difficile : les femmes, plus particulièrement les veuves ; les malades, les lépreux, les étrangers, les pécheurs publics ou les collecteurs de l'impôt romains. Cette façon d'être, associée à une dénonciation de l'hypocrisie et de toute forme de mensonge, lui attirera inévitablement nombre d'admirateurs en provoquant simultanément de l'hostilité.

#### Son enseignement

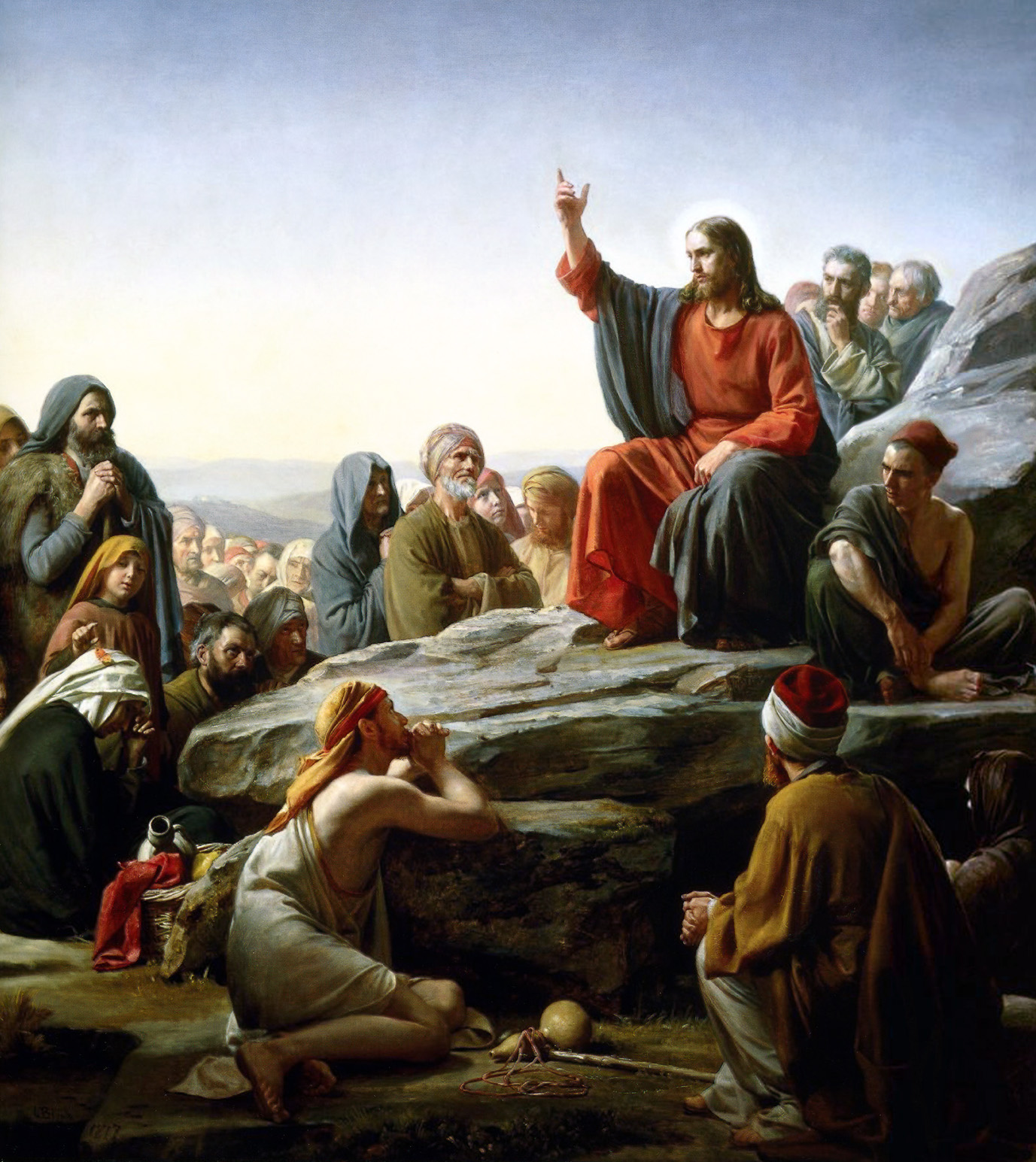
Sermon sur la montagne, Carl Heinrich Bloch, 1877,
Museum of Natural History, Copenhague.

Bien que placé dans la perspective nouvelle du Règne de Dieu, le message de Jésus semble prolonger celui de Jean-Baptiste et s'inscrit dans la fièvre apocalyptique du monde juif au Ier siècle, bien que certains exégètes préfèrent voir Jésus comme un maître de sagesse populaire, la dimension apocalyptique relevant d'une lecture postérieure, sous l'éclairage de la foi chrétienne. On peut cependant souligner plusieurs points de rupture avec Jean le Baptiste : Jésus n'est a priori pas un ascète, il présente un Dieu de grâce et de l'amour sans limite qui inverse l'exhortation de Jean à la conversion immédiate sur fond de colère divine : ce n'est plus celle-ci qui domine chez Jésus mais l'avènement par le Jugement dernier d'un « salut joyeux » prodigué par un Dieu de pardon. Enfin, Jésus est celui « par qui le jour vient » quand Jean « annonçait l'aube ».
Son enseignement est essentiellement connu à travers les Évangiles, qui en font le récit, et les commentaires qui en seront faits dans le reste du Nouveau Testament. La doctrine de Jésus, sûre, originale et variée, entre difficilement dans les catégories socioreligieuses préalablement établies et celui-ci ne semble s'inscrire dans aucune lignée d'aucun courant judaïque particulier de la Palestine de son temps : d'après la documentation chrétienne, il ne se réfère jamais à une quelconque autorité, à aucun maître qui serviraient d'inspiration dans son interprétation de la Torah. La proximité, l'adhésion voire le rejet de Jésus vis-à-vis du pharisianisme sont néanmoins toujours l'objet de débats au sein de la recherche.
Jésus peut ainsi être considéré comme une figure sui generis, qu'il est possible à cet égard de rapprocher de la catégorie informelle des « juifs pieux » (en hébreu : hassidim) de son époque, qui se tiennent volontiers à l'écart des cercles savants. Son enseignement et son action montrent néanmoins une très bonne connaissance des textes religieux et de la loi juive.
C'est donc l'annonce du « Royaume de Dieu » qui constitue le cœur de sa prédication en des termes qui, s'ils reprennent l’attente des Juifs qui espèrent la venue d’un Messie qui restaurera l’indépendance d’Israël, déplacent cet espoir: le Royaume de Dieu selon Jésus inaugure le nouveau rapport avec Dieu qui se prépare à intervenir dans le monde pour le gouverner directement. Cette notion, à laquelle Jésus fait sans cesse référence dans ses discours et ses actions, n'est jamais concrètement définie, probablement dans la mesure où elle doit aller de soi pour ses coreligionnaires contemporains dont celui-ci se distingue toutefois par la proximité temporelle voire l'imminence dans laquelle il situe l'arrivée de ce Règne de Dieu.
Sur le plan de la morale, l'enseignement de Jésus est centré sur les notions d'amour du prochain et de pardon, que l'Homme doit observer pour se conformer aux commandements de Dieu. Cet enseignement est exprimé de manière synthétique dans les Béatitudes, et plus développé dans le Sermon sur la montagne d'où elles sont tirées. Ces principes sont déjà présents dans la religion juive, mais Jésus leur accorde un rôle central, et privilégie une interprétation spirituelle de la Loi mosaïque au détriment d'une interprétation littérale et formaliste qu'il dénonce.
Il utilise deux méthodes typiques des docteurs de la Loi, ses contemporains : le commentaire des textes canoniques et l'usage de meshalim ou « Paraboles » dont il fait le ressort privilégié de sa pédagogie. Par cet usage de la parabole, Jésus laisse souvent l'auditeur libre de ses réactions, en ne le prenant pas de front.
Mais il n'en pratique pas moins un enseignement d'autorité qui tranche avec les enseignements des scribes, qui se réclament toujours, quant à eux, de l'autorité d'une source. Jésus est néanmoins respectueux de la Loi de Moïse et, si la proximité de Jésus avec les pécheurs ou des épisodes comme son affirmation que les besoins de l'homme prévalent sur la prescription du sabbat ont pu choquer les pieux de son temps, « on ne peut pas dire que Jésus ait violé les lois de pureté chères aux pharisiens », au contraire de ses disciples qu'il ne condamne pourtant pas.
Son action suscite des réactions fortes et contrastées. On trouve à la fois des témoignages sur de grandes foules qui le suivent et le cherchent, montrant un indéniable succès populaire, et d'autres le montrant vivant dans une quasi-clandestinité au milieu de populations hostiles. En effet, Jésus a pu être l'un de ces révoltés si fréquents à son époque, un prophète juif charismatique dont le message eschatologique, sapiential ou de réforme sociale a eu une portée politique sur le monde ambiant dominé par les Romains et leurs collaborateurs judéens.

### Arrestation, procès et exécution
Bien que ce soit là le cœur de chacun des quatre Évangiles, il est assez difficile de mettre ceux-ci d'accord sur les récits de la « Passion », c'est-à-dire son procès et son exécution par crucifixion. Leur récit est bâti dans une optique d’« accomplissement des Écritures » plutôt que de reportage sur les événements. Pour les historiens, la reconstruction de ces événements est ainsi « périlleuse, tant les récits sont surchargés d’interprétations confessantes du fait de leur composition et de leur utilisation pour et dans la liturgie des premières communautés chrétiennes ». En effet, l'abondance des mentions géographiques ou topologiques présentes dans les récits de la Passion ont une visée liturgique, notamment dans le but d’accompagner une célébration ou un pèlerinage des premiers disciples sur les lieux du martyre.

#### Arrestation
Jésus est arrêté alors qu'il séjournait à Jérusalem pour célébrer la fête de Pessa'h (la Pâque juive). Ce dernier séjour à Jérusalem se déroule dans une ambiance clandestine, où les disciples échangent des mots de passe et des signes de reconnaissance pour préparer le repas dans un endroit caché. Le contraste avec l'ambiance enthousiaste de l'entrée triomphale de Jésus à Jérusalem (célébrée le dimanche des Rameaux) est flagrant, ce qui suggère que ces deux montées à Jérusalem n'ont pas eu lieu la même année. Il est possible que cette clandestinité soit due à la crainte de l'intervention de la garnison romaine. En effet, la ville de Jérusalem compte à cette époque 30 000 habitants mais attire plus de 100 000 pèlerins au moment de la Pâque. Craignant les troubles provoqués par cet afflux, les autorités romaines auraient pu vouloir noyer dans l'œuf l'éventuelle agitation suscitée par l'arrivée de Jésus et de ses partisans Galiléens, réputés prompts à la bagarre, ainsi que de la radicalisation du groupe des hellénistes.
L'étude des évangiles ne permet pas une lecture très claire des causes et de l'historique de ce retournement d'opinion. On trouve la trace dans les évangiles de l'attente messianique d'une partie de la population, qui attendait un Messie politique, libérateur du joug des Romains. Cette attente se retrouve dans le qualificatif donné à Simon le zélote et à Judas l'Iscariote et dans l'activité de prédicateurs et révoltés juifs prétendant à la messianité à cette époque, tels Judas le Galiléen, Athrongès (en), Theudas ou Jean de Gischala. Jésus a pu décevoir cette attente en refusant l'action sur le terrain politique.
Néanmoins, si Jésus ne conteste pas radicalement le pouvoir romain, refusant de s'enfermer dans un cadre strictement « nationaliste », il ne manifeste pas davantage d'inclination envers les grandes familles sacerdotales proches de celui-ci.
Le retournement d'opinion s'est d'abord manifesté en Judée, puis dans son pays en Galilée. Il semble que le signal de la répression soit venu des milieux sacerdotaux conservateurs de Jérusalem, souvent assimilés aux sadducéens, inquiets de l'impact de son enseignement ouvert sur la Torah et des effets de l'enthousiasme populaire qu'il suscitait sur le fragile modus vivendi avec l'occupant romain. Il apparaît également vraisemblable que c'est le scandale que cet homme, décrit comme « doux » par les évangiles ultérieurs, provoque au Temple de Jérusalem un peu avant la Pâque de 30 dans l'épisode dit des « marchands du temple », qui a pu précipiter son arrestation.
Enfin, l'avant-veille de la fête juive de la Pessa'h, Jésus prend un dernier repas avec ses disciples dans une ambiance pascale, dans un épisode appelé traditionnellement la « Cène », au cours duquel il fait explicitement mention de sa mort prochaine qu'il lie au renouvellement définitif de l'Alliance. Les chrétiens de toutes tendances considèrent qu'il institue ainsi le sacrement de l'« Eucharistie ». À la suite de cet ultime repas, Jésus est arrêté au jardin de Gethsémani, par la dénonciation de son disciple Judas, sans que le motif soit vraiment clair.
Jésus se trouve alors confronté aux trois pouvoirs superposés de la Palestine : le pouvoir romain, le pouvoir du tétrarque de Galilée et Pérée et le pouvoir des grands-prêtres du temple-État de Jérusalem.

#### Procès, exécution et ensevelissement

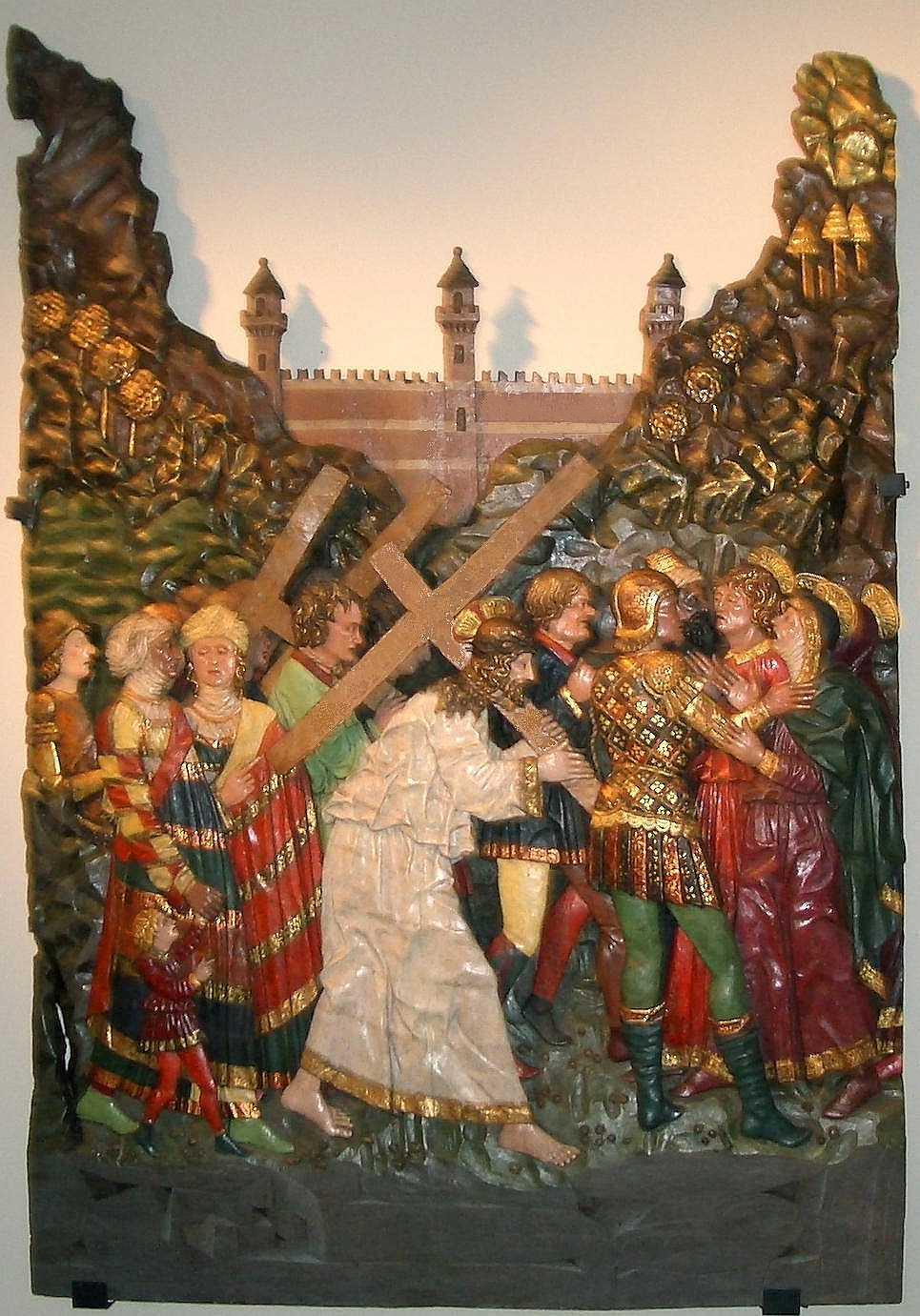
Le Christ sur le chemin du Calvaire, Maestro di Trognano, fin du XVe siècle, Castello Sforzesco, Milan.

Les modalités du procès de Jésus sont déconcertantes si l'on se réfère à ce que l'on connait du droit de l'époque : aucune reconstitution des faits ou des procédures connues ne résiste à l'examen à partir des évangiles, qui exposent un double procès, donc une double motivation, religieuse chez les Juifs, politique chez les Romains. La question de ce procès, toujours ouverte, est d'autant plus difficile qu'elle a été obscurcie, par le temps et l'antisémitisme entre autres, de multiples enjeux politiques et religieux.
La narration des évangiles est difficile à suivre dans des compositions qui semblent avoir été écrites à l'intention des Romains, même si certains détails dénotent de traditions locales. Jésus est arrêté la nuit par la police du Temple, aux ordres des autorités religieuses espérant peut-être liquider le cas du Nazaréen avant la Pâque. Il est tout d'abord conduit chez l'ex-grand prêtre Anân, puis, à l'aube, devant une cour de justice, que les évangiles appellent Sanhédrin, devant le « souverain sacrificateur » Caïphe, avant de comparaître devant le préfet romain Ponce Pilate, qui l'envoie, lui, chez Hérode Antipas avant de l'interroger à son tour. Cela donne lieu à des confrontations où Jésus soit se tait, soit paraît souligner le caractère relatif du pouvoir de ses interlocuteurs par sa liberté de parole dans des scènes très chargées symboliquement.

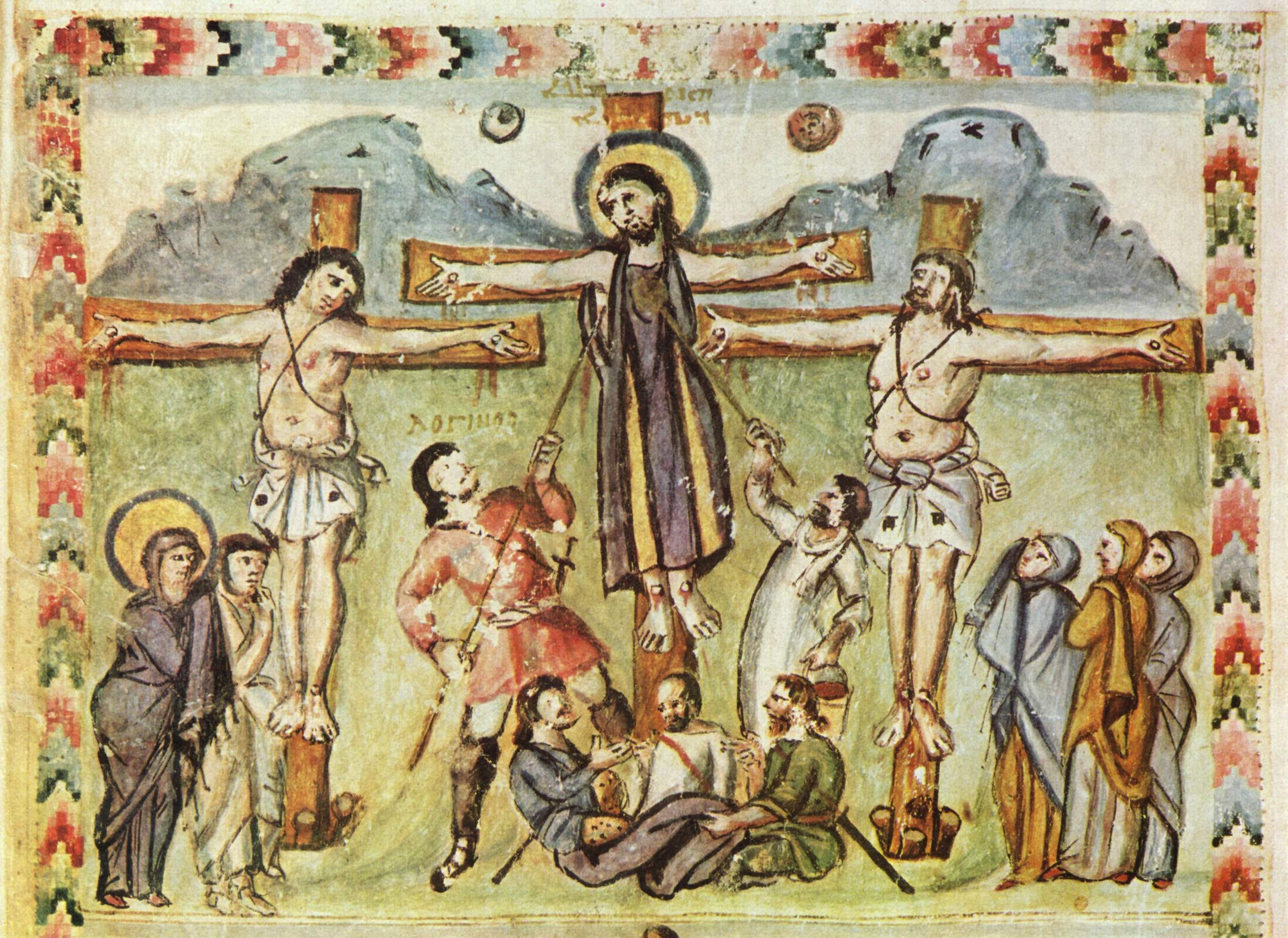
La Crucifixion, Évangiles de Rabula, 586, Bibliothèque Médicéo-Laurentine.

Au terme d'une procédure judiciaire romaine, habituelle en province, de « cognitio extra ordinem », Jésus est finalement condamné par Ponce Pilate — probablement embarrassé — et dont les évangiles atténuent la responsabilité sans doute dans une optique missionnaire, réinterprétant complètement la personnalité d'un préfet « craintif donc cruel » à subir le supplice romain du crucifiement, au motif politique de rébellion. Après avoir été flagellé, il est tourné en dérision et stigmatisé dans les quartiers des soldats romains, revêtu d'une chlamyde qui évoque la pourpre royale, coiffé d'une couronne tressée d'épines et muni d'un roseau évoquant le sceptre dans une mise en scène visant à moquer le « Roi des juifs ». Son exécution a lieu un vendredi, veille du Shabbat, sur une croix surmontée d'un titulus portant l'inscription « Jésus le Nazôréen, Roi des Juifs », qui instruit sur le motif de la condamnation pour le droit romain. Après y avoir transporté sa croix, il est crucifié au lieu-dit « Golgotha », à l'extérieur de Jérusalem, avec deux « brigands », sans que l'on sache s'il s'agit de voleurs ou de séditieux, en présence de notamment de quelques femmes mais en l'absence de ses disciples.
Jésus meurt vraisemblablement dans l'après-midi du jour de la « parascève » — jour de la préparation de la fête de Pessa'h — le 14 Nissan, ce qui correspond, compte tenu du calendrier hébraïque usuel, pour la majorité des chercheurs qui se basent sur la chronologie johannique plus fiable, au vendredi 7 avril 30,,, ou au vendredi 3 avril 33. Cependant d'autres dates sont proposées, aucune n’étant pleinement satisfaisante, les traditions johannique et synoptiques (selon ces dernières, la mort du Messie se situerait le 27 avril 31) étant sur ce point inconciliables. En tout cas, sa mort a eu lieu durant les fêtes de Pessah, pendant que Pilate est préfet de Judée, donc après 26 et avant 37. Il est enseveli avant la levée de la première étoile, suivant la prescription de la loi judéenne.

### Résurrection

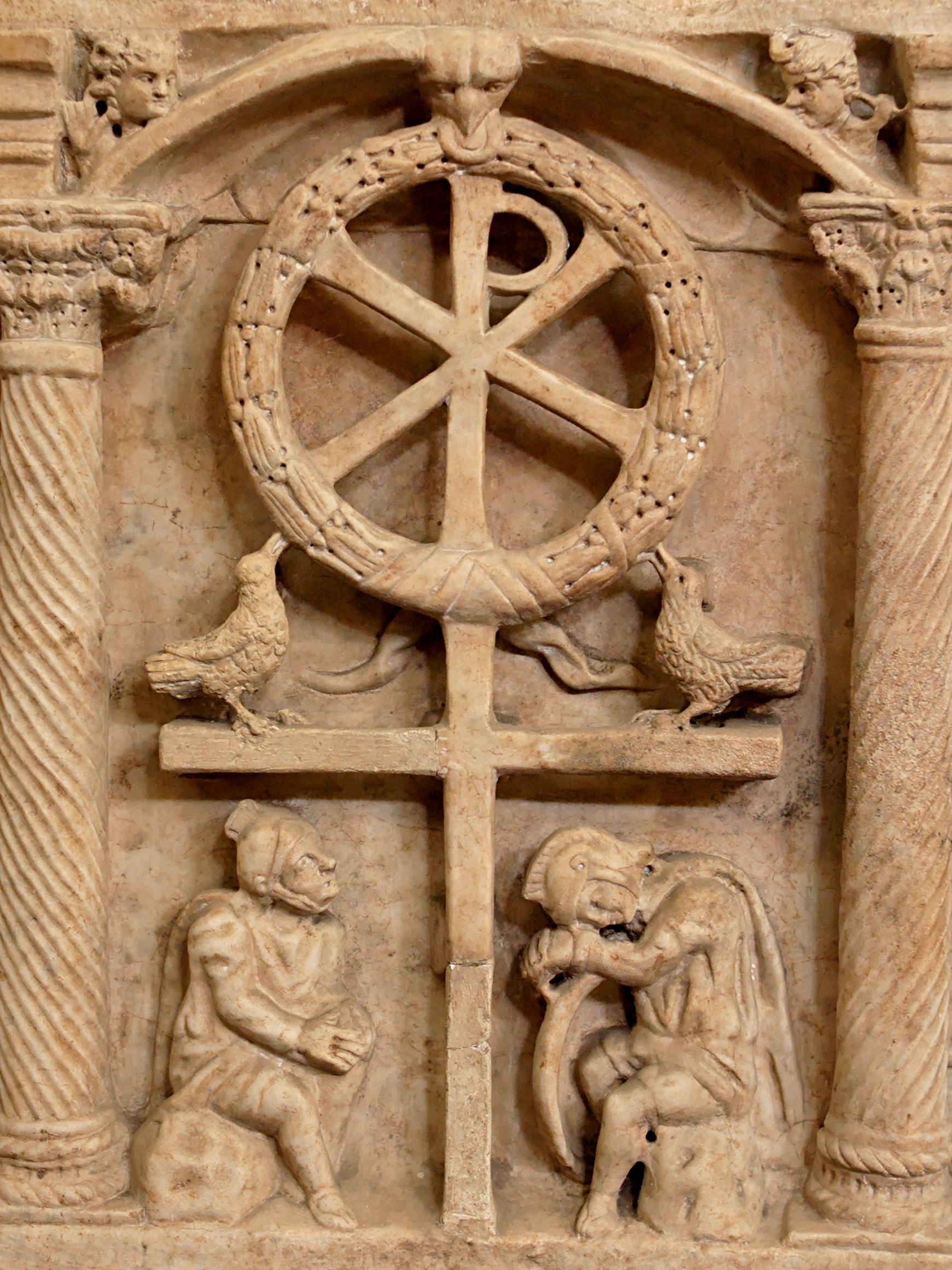
Anastasis, représentation symbolique de la Résurrection,
sarcophage romain, vers 350, Musée du Vatican.

La mort de Jésus est suivie d'un épisode qui relève de la seule foi mais qui n'en appartient pas moins à l'histoire des religions par les effets incalculables qu'il a produits : l'épisode de la Résurrection.
Il faut considérer l'annonce de la résurrection de Jésus comme l'élément majeur de la fondation de ce qui va devenir une nouvelle religion. Cet épisode fondamental n'est décrit dans aucun évangile canonique. À travers quelques scènes qui présentent une forte diversité selon les évangiles, les textes présentent l'après-coup : l'étonnement des femmes qui découvrent le tombeau vide, puis l'apparition du « Ressuscité » parfois en Galilée, parfois dans les environs de Jérusalem ou encore ici et là, envoyant tantôt en mission, tantôt accordant l'« Esprit » aux disciples ou encore partageant leur repas. Les récits de découverte du tombeau et d'apparitions « sont trop légendaires et trop divergents pour permettre la moindre reconstitution des faits ».
On peut constater trois constantes des récits canoniques : la résurrection est inattendue bien qu'elle ait été prophétisée par Jésus plusieurs fois et que des parallèles aient été établis avec l'Ancien Testament pour l'annoncer, elle n'est pas décrite en tant que telle, et elle n'est accessible qu'aux seuls croyants. L'événement ne nie toutefois pas la mort car Jésus ne ressuscite que le troisième jour après sa crucifixion ; il s'agit davantage du passage à une vie qui ne finit pas, qui se place dans l'éternité et sur laquelle le temps n'a pas de prise.
L'événement, dans un récit qui ne connaît pas le terme « résurrection », est raconté dans un langage forgé par la foi juive dans l'apocalyptique. Il ne correspond pas à une angoisse de la survie des corps : le tombeau ouvert répond à la promesse de Dieu de « relever les morts » à la fin des temps qui se concrétise déjà pour Jésus.

## La séparation

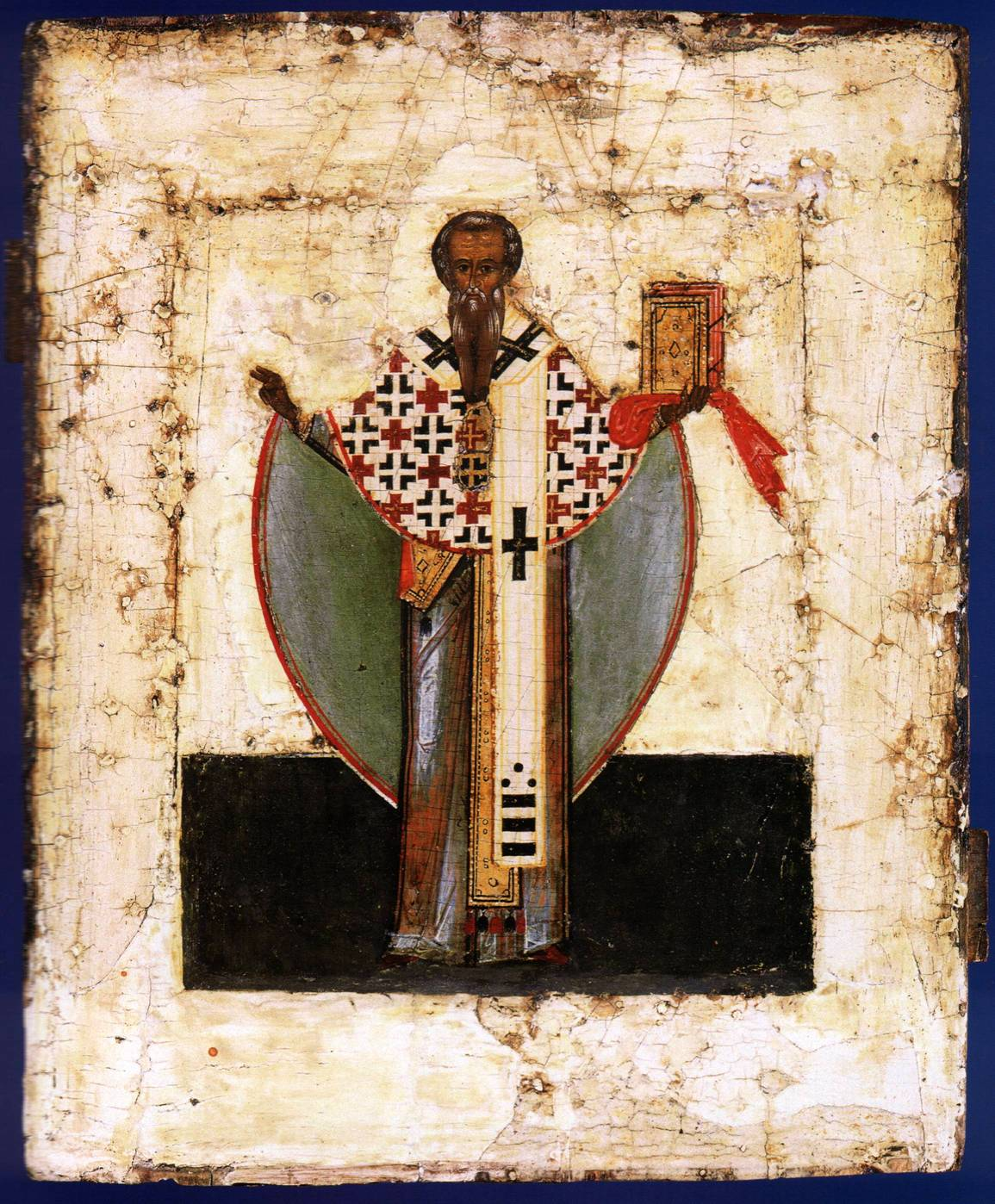
Jacques le Juste, icône de l'école de Novgorod, XVIe siècle.

Sur le plan religieux, Jésus n'a jamais cherché à se séparer du judaïsme, et ses disciples ont dans un premier temps été considérés comme une secte juive parmi d'autres. La séparation du christianisme d'avec le judaïsme est progressive et peut être lue en partie comme une conséquence de la crise d'identité qui traverse le judaïsme aux Ier et IIe siècles, qui se traduit entre autres par les révoltes contre Rome auxquelles ne participe pas la « secte des nazaréens ». La plupart des courants du judaïsme disparaissent à la suite de la destruction du Temple en 70. La diversité des pratiques juives se réduisant au seul néo-pharisianisme, c'est alors qu'être juif devient « vivre en conformité avec l'enseignement des sages pharisiens », ce qui devient incompatible avec l'observance de l'enseignement de Jésus.
Les débats qui agitent les partisans de Jésus pendant plusieurs décennies après sa mort, notamment afin de savoir dans quelle mesure ils doivent suivre la Loi de Moïse et imposer la circoncision, apportent des réponses qui deviennent normatives dans les générations qui suivent, au point de faire apparaître dans le monde antique, entre les Juifs et les Grecs, une « troisième race » : celle des chrétiens.
Dans l'apologétique chrétienne, la séparation d'avec le judaïsme s'est esquissée au cours d'une réunion décrite dans les Actes des Apôtres, qui sera nommée rétrospectivement le « concile de Jérusalem », réunion qui admet l'adhésion des non-juifs sans les circoncire, et écarte de fait l'application littérale des lois judaïques au moins pour les prosélytes.
L'historiographie de cette séparation s'articule autour de deux pôles : l'école européenne considère qu'elle est actée avec la Birkat haMinim, qui serait écrite en 135 ; l'école anglo-saxonne remarque que bien des cérémonies sont encore communes dans certaines régions (surtout en Orient, mais parfois en Occident) jusqu'au Ve siècle, c'est-à-dire quand la période des conciles christologiques est déjà engagée.

## Sources de la vie de Jésus
Les sources de la vie de Jésus ont longtemps reposé essentiellement sur des documents littéraires produits par le christianisme lui-même. Esquisser l'histoire de Jésus s'est ainsi longtemps fait suivant le canevas proposé par les textes canoniques du Nouveau Testament, par la Tradition et par certains passages apocryphes qui ont noué la trame de la traditionnelle « histoire sainte », laquelle sera la norme pendant des siècles, amplement et spectaculairement relayée et magnifiée par l'iconographie chrétienne. Or les auteurs des Évangiles canoniques n'avaient pas pour objet de livrer une documentation de caractère historique à la postérité mais bien un témoignage de foi.
La nécessité d'une approche historique et rationnelle de Jésus est apparue au XVIIIe siècle avec Hermann Samuel Reimarus et son traité sur Les Desseins de Jésus' et de ses disciples (publié par Lessing en 1778), qui voulait « arracher Jésus au dogme chrétien » pour « retrouver le Juif de Palestine » et « le restituer à l'histoire ». Au XIXe siècle, il y eut de nombreux auteurs pour écrire une « vie de Jésus » à visée de reconstitution historique, comme celle, célèbre, d’Ernest Renan en France, où l'imagination suppléait souvent au silence des sources.
Certains mythologues ont pensé résoudre les difficultés rencontrées par l'historien en expliquant les Évangiles comme un mythe solaire ou un drame sacré purement symbolique dans une démarche qui ne résiste plus à l'analyse. Si l'existence de Jésus n'est plus guère discutée que par quelques auteurs en dehors du milieu académique spécialiste, la nature de cette existence reste, quant à elle, bel et bien débattue sous différents aspects.
Les textes constituent des sources d'étude valables pourvu qu'ils soient soumis à la critique. L’étude des premiers temps du christianisme, l'exégèse de la Bible et des autres textes comme les apocryphes, constituent aujourd’hui une discipline à laquelle contribuent en commun des chercheurs et des universitaires, religieux et laïcs, quelles que soient leurs convictions et leur appartenance religieuse. La plupart des publications actuelles traitant de la naissance du christianisme pointent, outre une meilleure interdisciplinarité, l'enrichissement de la documentation que les découvertes archéologiques et les nouvelles sources documentaires ont permis depuis le milieu du XXe siècle, particulièrement depuis les années 1990.

### Sources chrétiennes

#### Les sources canoniques

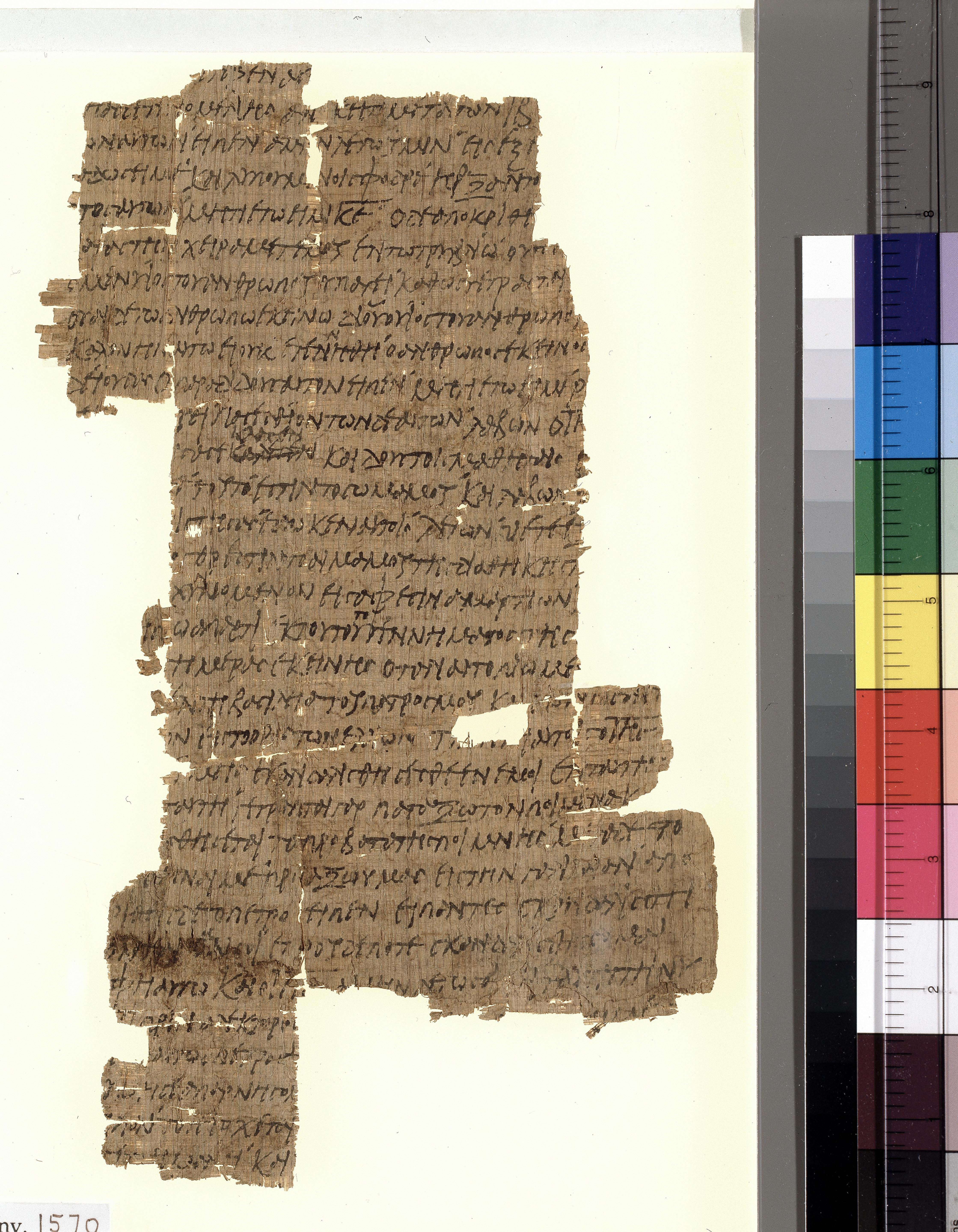
Papyrus 37,
extrait de l'évangile selon Matthieu, vers 250, University of Michigan.

Le Nouveau Testament dans son entier est la source la plus complète dont on dispose concernant la vie et l'enseignement de Jésus.
Les Évangiles selon Matthieu, Marc et Luc, qui racontent l'histoire de Jésus d'un point de vue relativement semblable, sont dits « synoptiques ». L'évangile selon Jean relève, lui, d'une autre christologie, appelée « johannique ». Le premier des évangiles à avoir été rédigé semble être celui selon Marc. Les parties communes à Matthieu et à Luc dépendent peut-être d'un document plus ancien, mais perdu, appelé « source Q ». Dans leur état actuel, les évangiles datent vraisemblablement d'entre 65 et 110. Ils sont le fruit d'un long processus de recueil de paroles et leur agencement est organisé à la manière d'une « Vie » (une Vita) à l'antique, qui n'est pas une biographie.
Les Actes des Apôtres, vraisemblablement rédigés par Luc autour de l'année 80, retracent les débuts des premières « communautés chrétiennes » à partir de la Pentecôte qui, dans l'évangile selon Luc, peuvent préfigurer l'« Église universelle ». Ils racontent le début de la diffusion de ce qui est alors un « obscur courant du judaïsme », dans certaines parties de l'Empire romain, dans une vision centrifuge à contre-courant de l'eschatologie juive centrée sur Jérusalem.
Les sept Épîtres de Paul dites « proto-pauliniennes », où se trouvent les mentions les plus anciennes de la mort et de la résurrection de Jésus, six autres épîtres plus tardives attribuées à Paul, ainsi que l'Épître aux Hébreux et l'Apocalypse forment un corpus qui témoigne de la réflexion des premiers disciples sur Jésus et sur son enseignement. Leur rédaction prend place entre dans la seconde moitié du Ier siècle mais elles ne fournissent que peu de renseignements sur la vie de Jésus.

#### Autres sources chrétiennes

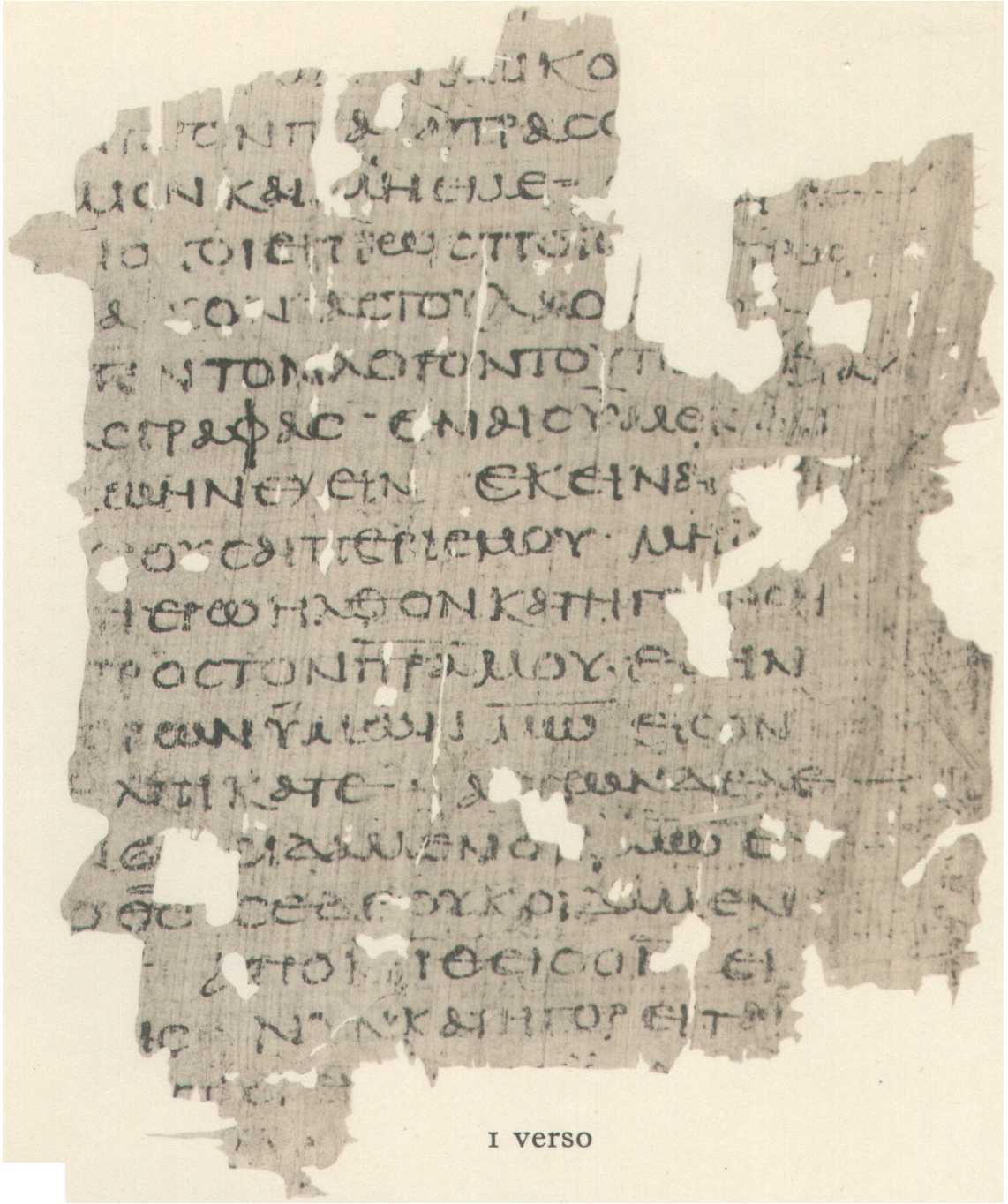
Papyrus Egerton 2
un évangile apocryphe à l'auteur inconnu, entre 100 et 150, British Museum, Londres.

Les agrapha, mot signifiant « choses non écrites », sont des paroles de Jésus qui ne se trouvent pas dans les textes canoniques. Certaines d'entre elles pourraient être authentiques. Elles proviennent de variantes des Évangiles, des papyri d'Oxyrhynque, des textes apocryphes du Nouveau Testament comme l'Évangile selon Thomas, dont les fouilles de Nag Hammadi ont mis au jour une traduction complète en copte et dont l'attribution à l'apôtre Thomas est rejetée par les chercheurs. Le Papyrus Egerton 2 publié pour la première fois en 1935, composé de 4 fragments, retranscrit des faits et des paroles à rapprocher de l'Évangile selon Jean.
Les apocryphes (du grec απόκρυφος / apókryphos, « caché ») sont très divers dans leur style et leur contenu : récits de l'enfance (Protévangile de Jacques), recueil de logia (Évangile selon Thomas), descente aux Enfers (Actes de Pilate), harangues, récits de miracles, etc. La critique textuelle laisse cependant apparaître une fiabilité documentaire nettement supérieure des textes du Nouveau Testament.
Les écrits des Pères apostoliques (la Didachè, la Première épître de Clément, les Lettres d'Ignace d'Antioche, les Lettres de Polycarpe de Smyrne, la Lettre de Barnabé, la Lettre à Diognète, les Fragments de Papias d'Hiérapolis, le Pasteur d'Hermas) dont les auteurs ont vécu à la fin du Ier siècle, n'ont pas de liens directs avec la génération apostolique. Il arrive à d'autres Pères de l'Église comme Eusèbe de Césarée ou Jérôme de Stridon de citer des fragments d'évangiles apocryphes, en général pour en contester la valeur (Évangiles des Hébreux, des Ébionites, des Égyptiens, des Nazaréens…).

### Sources non chrétiennes

#### Flavius Josèphe
Il n'existe aucun acte officiel des autorités romaines se rapportant à Jésus. Le premier chroniqueur qui évoque Jésus vers 94 est Flavius Josèphe, romain d'origine juive né en 39. Son témoignage mentionne, dans ses Antiquités judaïques, Jésus à deux reprises. Il est évoqué au sujet de la lapidation de Jacques de Jérusalem, décrit comme « le frère de Jésus appelé Christ ». Un passage beaucoup plus développé consacré à Jésus lui-même, connu sous son nom latin de Testimonium flavianum, le décrit comme « un homme exceptionnel, [qui] accomplissait des choses prodigieuses […] et se gagna beaucoup de monde parmi les juifs… », puis mentionne la résurrection, l'admiration et la foi de ses disciples évoquant une lignée de « chrétiens » qui se perpétue à l'époque de Josèphe. L'authenticité de ce passage fait encore l'objet de débat, la plupart des commentateurs envisagent aujourd'hui que ce passage, en son état actuel, a été retouché par des mains chrétiennes, ce qui n'exclut pas que Josèphe ait rédigé une notice sur Jésus, peut-être moins enthousiaste.
Le patriarche de Constantinople Photios, grand érudit du IXe siècle, signale avec étonnement qu'il ne figure aucune mention de Jésus dans l’Histoire des juifs, texte du Ier siècle aujourd'hui disparu de Juste de Tibériade, un historien juif rival de Flavius Josèphe qui le critique sévèrement dans son Autobiographie.

#### Sources romaines
Chez les auteurs romains, on trouve des mentions fugitives de Jésus ou de son mouvement dans des écrits du début du Ier siècle, chez trois personnalités qui par ailleurs se connaissent, Pline le Jeune (~61-113), Tacite (58-~120) et Suétone (~70-~140).
Le témoignage le plus ancien est une lettre de Pline le Jeune, alors gouverneur de la province de Bithynie et Pont, à l'empereur Trajan, dont la datation se situe, selon les chercheurs, entre 110 et 113. Pline demande conseil à l’empereur au sujet des résultats d'une enquête qu'il a menée sur des chrétiens de Bithynie à la suite d'accusations à leur encontre parvenues jusqu'à lui, et explique qu'il ne les trouve fautifs d'aucun crime et qu'au contraire, ils s'engagent à n'en pas commettre. Le gouverneur, se fondant sur les témoignages de lapsi, décrit notamment leur « habitude de se réunir à jour fixe avant le lever du soleil et d’adresser un cantique à Christ comme à un dieu (quasi deo) » mais ne semble rien savoir de Jésus de Nazareth.
Vers la même époque, dans ses Annales datées entre 115 et 118, le sénateur et historien Tacite, alors proconsul d'Asie, évoque une persécution des chrétiens par l'empereur Néron à la suite de l’incendie de Rome de 64 : ce dernier tente de se débarrasser de la rumeur persistante selon laquelle il est l'auteur de l'incendie en reportant les soupçons sur des gens détestés car « ennemis du genre humain » (odium generis humani), que la foule appelle chrétiens (Chrestianos), un nom qu'ils tiennent « Christ » (Christus), terme que Tacite prend pour un prénom et non pour l'appellation messianique.
C'est à l'occasion de cet épisode que Tacite situe historiquement l’exécution de ce « Christ » qui est condamné au supplice par le procurateur Ponce Pilate qui officie sous le règne de Tibère. Tacite décrit ensuite qu'après une répression momentanée, « cette exécrable superstition (exitiabilis superstitio) [des chrétiens] a refait surface, non seulement en Judée, où elle était apparue, mais à Rome même ». Bien qu'on ignore les sources auxquelles Tacite puise ses informations et malgré son aspect laconique mais factuel, ce passage constitue la preuve la plus forte concernant la mort de Jésus qui soit externe à la littérature néotestamentaire.
Quelques années plus tard, vers 120, l'avocat romain Suétone évoque les chrétiens à deux reprises dans sa Vies des douze Césars de Suétone : dans la Vie de Néron, il évoque qu'on a livré au supplice les chrétiens (christiani) qui s'adonnent à une « superstition nouvelle et maléfique » puis, dans la Vie de Claude, il relate l'action de ce dernier à l'encontre des juifs qui, « se soulev[ant] continuellement à l'instigation de Chrestus », sont expulsés de Rome. Ce passage est généralement compris par la recherche comme le témoignage de troubles entre juifs chrétiens et non-chrétiens dans la capitale et le décret d'expulsion généralement daté de 49 ou 50. Par ailleurs, si la majorité des chercheurs estime qu'il faut comprendre ce Chrestus comme Jésus de Nazareth, le point reste néanmoins débattu : en effet, le terme grec *χρεστός / khrestós(?) qui signifie « utile » est régulièrement attribué comme nom aux esclaves, pouvant dès lors désigner un agitateur de cette condition. Ainsi, vu sa brièveté et les difficultés d'interprétation, le passage n'a de valeur que modérée en termes d'historicité de Jésus.

#### Autres sources païennes
Une lettre d'un philosophe stoïcien nommé Mara bar Sérapion, adressée en syriaque à son fils, parle d'un « sage roi » exécuté, à l'instar de Socrate et Pythagore, par les siens — ici « les Juifs » — dans ce qui est généralement accepté comme une allusion à Jésus de Nazareth. Si la recherche s'accorde pour le dater d'après 73, la datation du document est fort débattue, pouvant aller jusqu'à l'aube du Ve siècle, avec une majorité de chercheurs inclinant pour une rédaction au cours du IIe siècle. Le document, qui pose ainsi que l'assassinat d'un sage apporte la malédiction à ses auteurs, semble dépendre de traditions chrétiennes syriennes proche de l'évangile de Matthieu par son interprétation antijuive de la mort du Nazaréen ainsi que la compréhension de ce dernier comme « roi » des Juifs et nouveau législateur.
Vers 165, l'écrivain satirique Lucien de Samosate (~115-200) compose La Mort de Pérégrinos, une pièce dont le personnage principal, un philosophe grec du nom de Peregrinus Proteus, fait partie d'une communauté chrétienne avant d'en être chassé. Sans y être explicitement nommé, Jésus est qualifié de « thaumaturge connu », de « premier législateur » ou encore de « sophiste crucifié », dans ce qui semble attester de l'idée qu'un païen pouvait se faire de celui-ci à cette époque, sans que cela aide au dossier du Jésus historique.

#### La littérature rabbinique
Dans l'importante littérature rabbinique ou talmudique, les mentions effectives ou supposées qui semblent se rapporter à Jésus sont presque anecdotiques, tenant en une quinzaine de pages à mettre en perspective avec les quinze mille que comporte le Talmud. Totalement absent des plus anciennes compilations de la Mishna et de la Tosefta, Jésus apparaît dans les compilations plus tardives du Talmud de Jérusalem et de celui de Babylone.
Pour autant, l'identification du personnage et des paroles qui lui sont attribuées fait l'objet de débats chez les spécialistes : si le nom Yeshu ha-Notsri («Jésus le Nazaréen ») est explicite, on trouve des personnages comme Ben Panthera (« fils de Panthera »), Balaam, Ben Stada ou Peloni (« une certaine personne ») auxquels sont prêtés, de manière vraisemblablement tardive et rétrospective, des propos attribués à Jésus, identification qui s'affirme plus nettement dans les écrits plus tardifs.
De la même manière, la question de savoir si ces traditions — qui, sur un ton polémique, dressent de Jésus et du christianisme naissant un portrait négatif — remontent à la tradition rabbinique la plus ancienne de l'époque tannaïtique (entre le Ier et le début du IIIe siècle) ou sont plus tardives, ainsi que la question de leur rapport aux sources chrétiennes restent des sujets disputés.
En tout état de cause, la littérature talmudique n'apporte pas d'informations historiques originales sur Jésus de Nazareth ou ne fait que confirmer ce qui est déjà connu par ailleurs : elle reflète la manière dont les différents rédacteurs de ces textes perçoivent Jésus, chacun à leur époque, « réagiss[a]nt au christianisme qu'ils ont [alors] sous leurs yeux ».
Le passage le plus connu est contenu dans le traité Sandhedrin du Talmud de Babylone, datant vraisemblablement du IIe siècle : il rapporte l'histoire, située à l'époque des persécutions des pharisiens par Alexandre Jannée (103–76 av. J.-C.), d'un rabbi Yehoshuah ben Perahiah dont le disciple Yeshu (ou « Yeshu ha-Notsri » dans les éditions plus tardives) se voit reproché d'être « un rabbi [ayant] mal tourné » qui, pratiquant la sorcellerie ou la magie et se livrant à l'idolâtrie, dévoie et trompe Israël. Ce Yeshu, auquel sont attribués cinq disciples — Mattai, Naqi, Netser, Boni et Todah — , est « pendu » de la veille de la Pâque, dans un récit au cadre strictement juif .
Le Sefer Toledot Yeshou (« Livre des naissances — c'est-à-dire des histoires — de Jésus ») est un recueil de récits populaires composé entre le IVe et le VIe siècle sur base de matériaux plus anciens transmis oralement, mais sans doute pas antérieurs au IIe siècle, et dont la fixation littéraire est attestée en Europe et au Moyen-Orient à partir du IXe siècle. Puisant dans la littérature et les apocryphes chrétiens ainsi que dans les dialogues talmudiques, il constitue une manière de « contre-évangile » dont l'intention est de fournir une réplique au récit chrétien dont il reprend des éléments se rapportant à Jésus pour les subvertir, dans une forme de « déconstruction [d'une] prédication chrétienne » devenue dominante. Là encore, cette littérature n'est d'aucun secours concernant le personnage historique de Jésus de Nazareth.

## Jésus dans les religions et cultures non chrétiennes

### Jésus dans le judaïsme
À la suite des guerres judéo-romaines et des autres catastrophes des Ier et IIe siècles, le judaïsme voit la disparition de presque tous ses courants, à l'exception du judaïsme rabbinique, proche du pharisianisme sans en reprendre l'apocalyptique, fondé sur le respect exclusif à la Loi. Le processus prendra plusieurs décennies, qui fixera les Écritures hébraïques — qui seront reprises des siècles plus tard par les protestants — et les prières synagogales dont une qui contient la condamnation des sectaires, les « minim », dont les « nazôréens ».
Si le christianisme des premiers temps a pu passer pour un nouveau courant acceptable au sein du judaïsme, il a rapidement soulevé le problème de l'adhésion de membres païens sans en faire d'abord des Juifs. La question se pose au moment de la création de la Torah rituelle, celle des 613 commandements,, et, en ce qui concerne les membres non juifs, le problème prend plus de poids quant aux règles de pureté rituelle et les moyens de « réconciliation ». La messianité, bien qu'elle ait joué un certain rôle lors de la condamnation de Jésus, n'est pas alors déterminante de l'autodétermination juive de cette époque puisque certains courants du judaïsme, tels les sadducéens, allaient jusqu'à renoncer à cette attente.
Le judaïsme, religion de Jésus lui-même, n'a pas de point de vue particulier sur Jésus ; très peu de textes juifs se réfèrent à lui. En effet, le fondement même de la foi juive, est la croyance en un Dieu unique, sans aucun intermédiaire. La Trinité chrétienne y est comprise comme une croyance en Jésus en tant que divinité, partie de divinité ou fils de Dieu, ce qui est incompatible avec le judaïsme. « Pour un Juif, toutefois, n'importe quelle forme de shituf (croyance en d'autres dieux en plus du Dieu d'Israël) équivaut à une idolâtrie dans le plein sens du terme. Il n'est pas possible pour un Juif d'accepter Jésus comme une divinité, un médiateur ou un sauveur (messie), ou même comme un prophète, sans trahir le judaïsme ». « Les Juifs ont rejeté les revendications que Jésus répond aux prophéties messianiques de la Bible hébraïque, ainsi que les revendications dogmatiques le concernant émises par les pères de l'Église, c'est-à-dire qu'il est né d'une vierge, qu'il est le fils de Dieu, qu'il fait partie d'une Trinité divine et qu'il a ressuscité après sa mort. Pendant deux mille ans, un vœu central du christianisme a été d'être un objet de désir de la part des Juifs, dont la conversion aurait montré leur acceptation du fait que Jésus remplit leur propre prophétie biblique ».
Pour cette raison, les questions apparentées, telles que l'existence historique de Jésus, sont considérées comme hors de propos dans le judaïsme.
L'eschatologie juive considère que la venue du Messie sera associée avec une série d'évènements spécifiques qui ne se sont pas encore produits, y compris le retour des Juifs en Terre d'Israël, la reconstruction du Temple, une ère de paix.

### Jésus dans l'islam

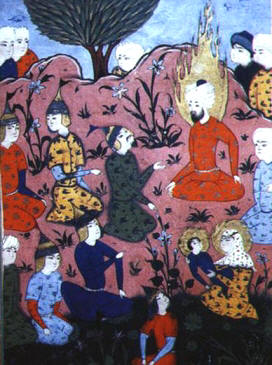
Miniature persane représentant Jésus lors du Sermon sur la montagne.

Le Coran parle de Jésus sous le nom d’`Îsâ, personnage indissociable dans les textes coraniques de sa mère Maryam (« Marie »). Il est ainsi souvent désigné sous le nom de al-Masïh `Îsâ ibn Maryam présenté avec celle-ci comme modèles à suivre.
Jésus fait partie des prophètes dits de la « famille de 'Îmran » avec sa mère, son cousin Yahyâ (Jean le Baptiste) et le père de celui-ci Zacharie. La foi populaire musulmane accorde une grande importance à Jésus et Marie tandis que Jésus, tourné vers la beauté du monde, apparait par ailleurs souvent avec son cousin Jean, ascète radical, avec lequel il forme une façon de « gémellité spirituelle permanente ».
L'insistance marquée sur la filiation à Marie est un clair rejet de la filiation divine de Jésus ; néanmoins, la tradition musulmane souligne le caractère miraculeux de sa naissance virginale sans père connu, Joseph — absent du texte coranique — étant considéré par la tradition comme un cousin de Marie. Dans le Coran, Jésus est en effet créé par le kun,, l'« impératif divin », et conçu par un rûh de Dieu, souffle divin intemporel envoyé à Marie, le même souffle qui anime Adam et transmet la révélation à Mahomet,.
Le Coran partage avec les apocryphes chrétiens de nombreuses scènes de vie de Marie et d’enfance de Jésus : offrande de Marie, vie de Marie au Temple, prise en charge de Marie, nativité sous un palmier, Jésus parle au berceau, il anime des oiseaux en argile.
Dans le Coran, Jésus apparait comme un prophète, annonciateur de Mahomet, qui prêche le monothéisme pur, accomplit des miracles, opère des guérisons, ressuscite les morts et connait les secrets du cœur. Jésus confirme la Torah, dont il atténue les prescriptions légales, tandis que son « Écriture », contenue dans l’Injil, est présentée comme « une guidance et une lumière » que les chrétiens auraient négligée. Ibn Arabi lui confère le titre de « sceau de la sainteté », « le plus grand témoin par le cœur », tandis que Mahomet est le « sceau des prophètes », « le plus grand témoin par la langue ». Sa prédication auprès des juifs aurait été un échec et il est suivi des seuls apôtres. Les juifs auraient alors voulu le punir en le crucifiant mais Dieu ne l'a pas permis et lui aurait alors substitué un sosie avant de le rappeler à lui. Néanmoins, la fin terrestre de Jésus reste obscure, aucun passage ne signifiant clairement ce qu'il en est advenu.
La représentation de Jésus dans le Coran lui confère également une dimension eschatologique : son retour sur terre, en tant que musulman, est le signe de la fin du monde et du Jugement dernier tandis que beaucoup de hadiths le présentent comme le principal compagnon du Mahdi, Sauveur de la fin des temps.
En définitive, on trouve dans le Coran quatre négations catégoriques concernant Jésus, par crainte d'associationnisme (shirk) : il n'est ni Dieu, ni son fils, ni le troisième d'une triade pas plus qu'il n'a été crucifié car cela aurait été « indigne » d'un prophète de son « importance ».
Enfin, depuis le début du XXe siècle, une minorité musulmane syncrétiste, les Ahmadis, voue à Jésus un culte tout comme aux saints de l'islam. Le lieu de culte, situé à Srinagar au Cachemire, est un tombeau qu'elle dit être celui de Yuz Asaf identifié à Jésus. Ce courant développe une christologie particulière selon laquelle Jésus est un prophète de Dieu qui aurait été déposé de la croix en état de coma et non mort et, une fois soigné, serait venu finir sa vie au Pakistan jusqu'à 120 ans. Cette doctrine est celle de l'« évanouissement ».

## Représentation artistique

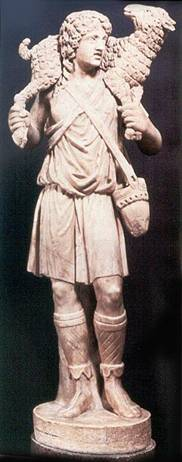
Sculpture en marbre paléochrétienne du « Bon Pasteur », vers 300, musées du Vatican.

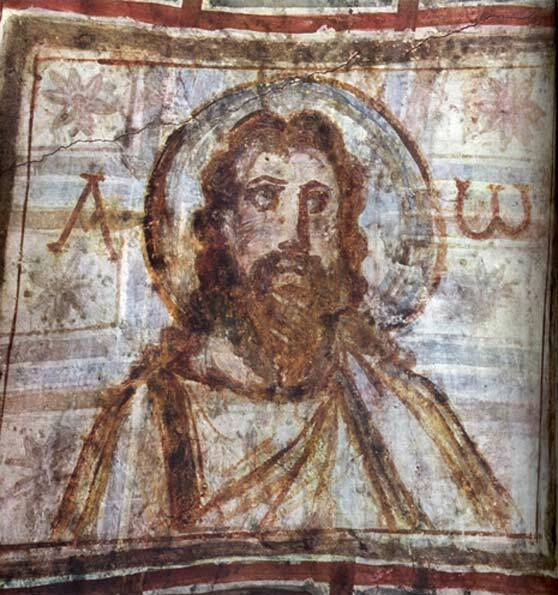
Buste de Jésus. Peinture murale de la fin du IVe siècle dans les catacombes de Commodilla, en Italie.

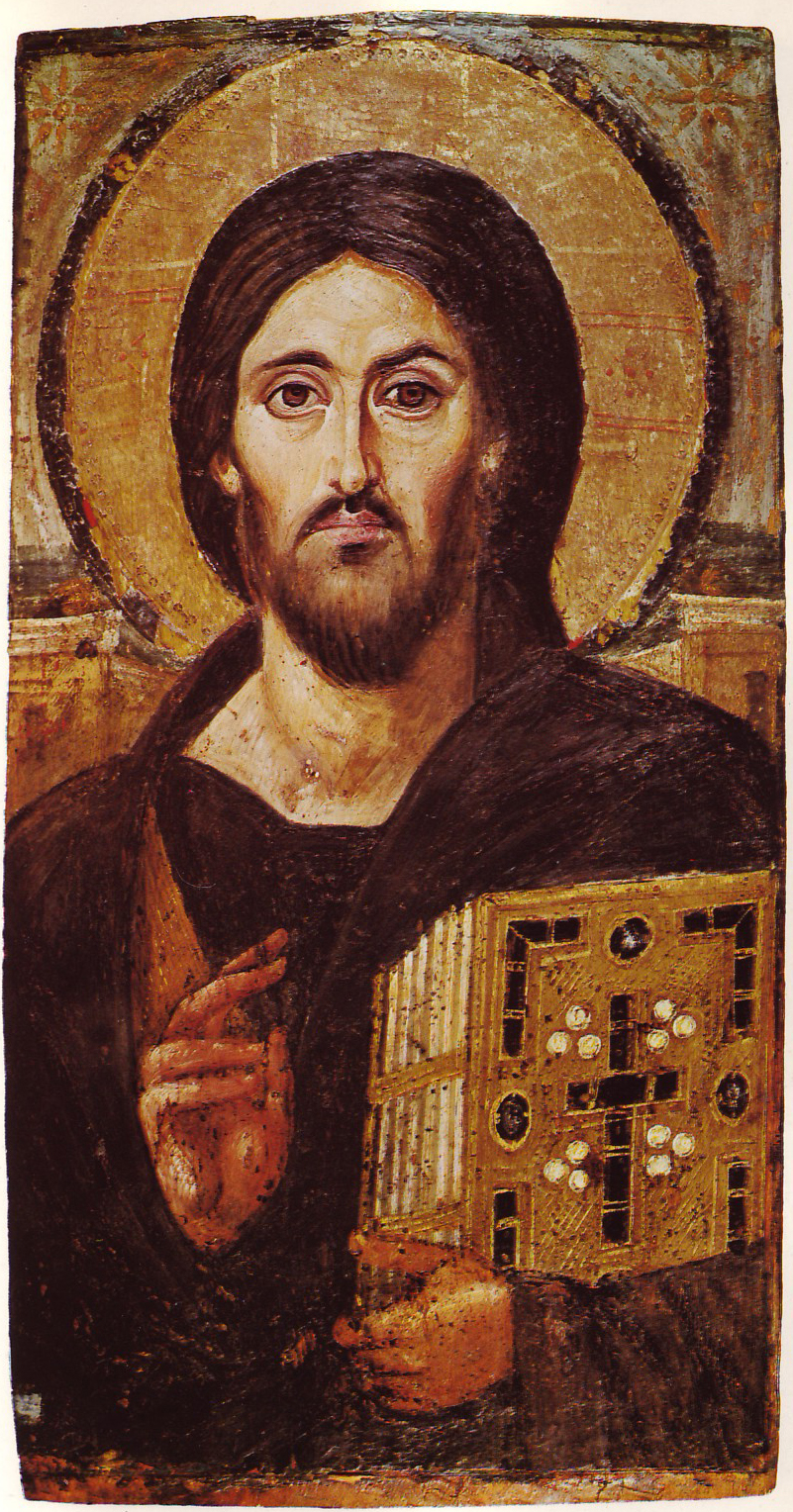
Christ Pantocrator, VIe siècle, monastère Sainte-Catherine du Sinaï, Égypte.

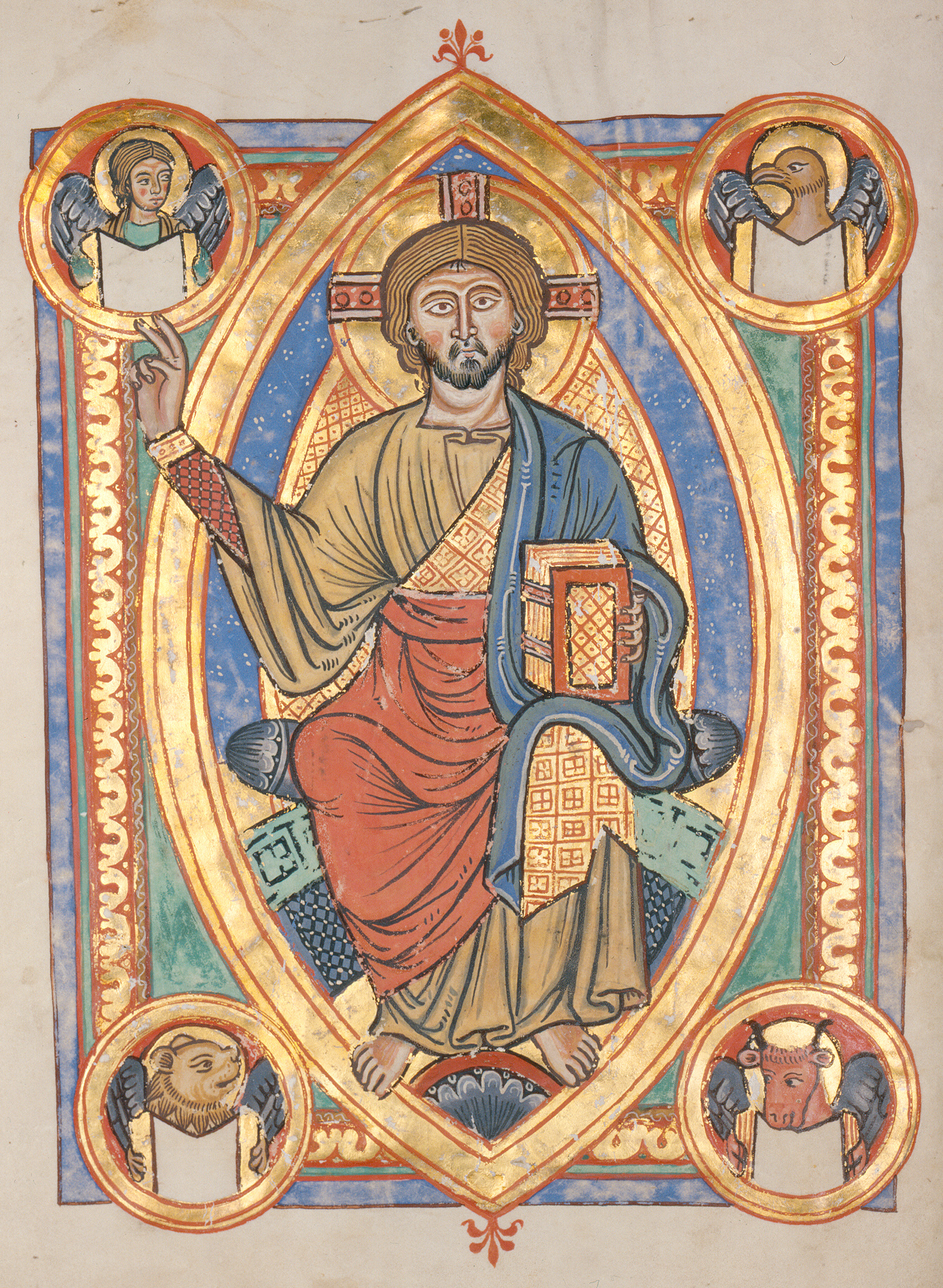
Représentation de Jésus-Christ dans un manuscrit médiéval, le Codex Bruchsal datant des années 1220 conservé à Karlsruhe en Allemagne

Les auteurs des évangiles, issus d'un contexte judaïque généralement réticent à l'égard des images par peur d'idolâtrie, semblent considérer que les paroles de Jésus sont plus importantes que son apparence et ne donnent aucune description de celui-ci.
Mieux, les seules allusions néotestamentaires énoncent l'impossibilité et le refus de donner des traits physiques au Jésus de l'Histoire : « transfiguré devant eux ; son visage resplendit comme le soleil » (Mt 17,2) ; Paul ne voit aussi qu'« une grande lumière » (Ac 22, 6) lors de sa conversion ; et lors des christophanies, les intimes de Jésus ne reconnaissent pas ses traits dans le Ressuscité qui leur apparaît.
La littérature patristique se contente de jugements de valeur : Jésus sera ainsi décrit d'après Isaïe sans « grâce ni beauté » (Is 53,2), par Justin (Dial XIV, 8) et Irénée de Lyon, « petit, disgracié » selon Origène ; à l'inverse et selon le Psaume 44 le « plus beau » des hommes (saint Augustin, saint Jérome, Jean Chrysostome).
Si la quête du visage de Jésus trouva quelques satisfactions au travers des images acheiropoïètes ou de la lettre apocryphe de Publius Lentulus, la recherche actuelle la reprend selon les données statistiques et sociologiques pour dresser l'apparence supposée d'un juif galiléen du Ier siècle : celui-ci mesure en moyenne 1,55m pour un poids de 49 kg, est plutôt trapu s'il est artisan (l'agonie rapide de Jésus suggère plutôt une constitution peu robuste), son visage basané porte la barbe selon les codes religieux. Paul critiquant le port des cheveux longs (1 Cor 11,14), certains jugent qu'on ne peut en affubler son maître. Le scientifique Richard Neave (en) a façonné en 2002 le portrait-type d'un homme « qui aurait pu rencontrer Jésus », paru en janvier 2015 sous le titre spécieux et largement relayé par sensationnalisme : « le vrai visage de Jésus ». Mais celui-ci demeure « l'image manquante de l'histoire chrétienne », que l'art religieux s'emploiera à suppléer.
L'art chrétien ne va pas de soi et trouve ses origines dans l'art païen et polythéiste, en l'imaginaire duquel les peintres et sculpteurs antiques puisaient. Les pères de l'Église, pour leur part, contestaient l'art en tant que tel en des termes assez durs et se réclamaient de l'Ancien Testament qui condamne radicalement l'iconographie.
Clément d'Alexandrie liste néanmoins, vers 200, des éléments qui peuvent endosser une signification chrétienne sur les sceaux ou les bagues, tel le poisson, un symbole chrétien dont le terme grec (ἰχθύς / Ichthus) constituait un acronyme des noms de Jésus.
Si au début du IVe siècle le concile d'Elvire interdit encore les images peintes sur les parois des églises, l'art chrétien a cependant déjà pris son essor, dans une visée qui n'est pas étrangère à l'apologétique.
L'évolution du rapport à la représentation du Christ se transforme dès le premier tiers du IIe siècle et une iconographie christique apparaît progressivement dans les catacombes et sur les sarcophages. Les représentations en demeurent cependant rares au profit de figures de l'Ancien Testament, comme Moïse ou Jonas, et Jésus n'est représenté que dans un petit nombre de scènes : son baptême, des miracles ou guérisons, l'entrevue avec la Samaritaine… Son action de thaumaturge est souvent soulignée dans cette première vague iconographique qui le présente également parfois au milieu de ses disciples à l'instar des philosophes grecs.
Ce Jésus des premières représentations est souvent beau, juvénile, voire séduisant — même si son visage est souvent « passe-partout », ne se différenciant guère de l'iconographie habituelle du panthéon gréco-romain — à contre-courant des descriptions des Pères de l'Église qui le présentent comme quelconque, voire laid ou pitoyable. Il est souvent représenté sous forme du « Bon Pasteur » dans une image qui procède d'un Hermès « criophore », à mettre en parallèle avec Orphée, un autre « bon pasteur », image qui va se multiplier sur les premiers sarcophages chrétiens et sur les voûtes des hypogées. Hermas décrit par exemple Jésus au IIe siècle comme « un homme à l'air majestueux, en costume de pâtre, couvert d'une peau de chèvre blanche, une besace sur l'épaule et une houlette à la main ».
Le christianisme devenant progressivement la religion officielle de l'Empire à partir du IVe siècle, l'iconographie va petit à petit se libérer du modèle gréco-romain, notamment influencée par les débats christologiques qui caractérisent cette période. C'est dans le dernier tiers du siècle que commence à apparaître la dimension divine — la « puissance cosmique » — du Christ dans les représentations jusqu'alors plutôt marquées par l'aspect protecteur et guérisseur du personnage.
À cette époque, Jésus est encore généralement représenté comme un éphèbe glabre ou encore sous la forme d'un petit garçon qui correspond à une dénomination habituelle du Christ à l'époque (en grec παῖς / paîs, l'« enfant ») ; ce n'est qu'à partir de la fin du IVe siècle qu'il est représenté plus âgé et barbu, sous l'inspiration du modèle du philosophe enseignant de l'Antiquité. Ces deux types distincts de représentations coexisteront pendant près de deux siècles encore.
À partir du Ve siècle, c'est le caractère divin qui constituera la dimension principale des représentations, appuyant l'insistance du Credo de Nicée sur l'égalité du Père et du Fils et traduisant la structuration par la hiérarchisation et le dogme, dans une image de la « gloire de Dieu » qui dominera l'art chrétien jusqu'à l'art gothique. L'aspect humain perdurera cependant à travers les icônes, bien que la plupart aient été détruites lors de la crise iconoclaste, qui trouveront un prolongement dans l'art byzantin qui fera la synthèse entre les aspects humains — idéalisé en philosophe enseignant — et divin, légitimé depuis le concile de Nicée II en 787.
Les traditionnelles représentations de la Vierge à l'Enfant puisent quant à elles leurs origines dans les représentations de la déesse d'origine égyptienne Isis allaitant Harpocrate, l'Horus enfant. Paradoxalement, alors que l'enfance de Jésus est presque totalement éludée par les évangélistes canoniques, l'enfant Jésus (le « petit Jésus » en langue populaire) est un des thèmes les plus présents dans l'iconographie chrétienne. Le sujet de la Vierge à l'enfant est ainsi le plus représenté de tout l'art chrétien devant la Crucifixion.

### Art occidental

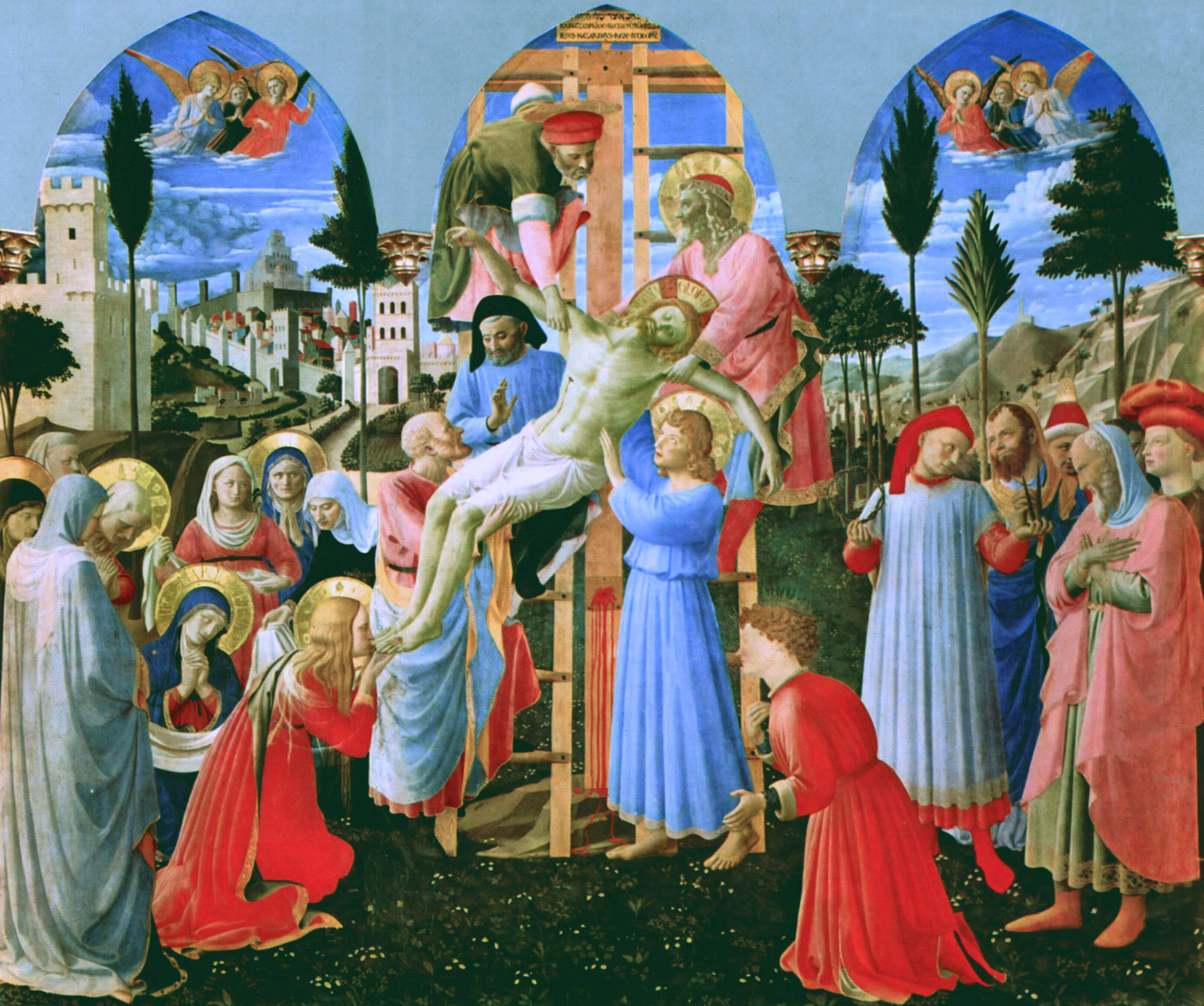
Fra Angelico, Descente de Croix, vers 1440,
Museo di San Marco, Florence

L'Église catholique autorisant les représentations du Christ, celui-ci a été l'objet d'un nombre incalculable de figurations sous forme de portraits, de tableaux mettant en scène sa vie, de sculptures, de gravures, de vitraux, etc. Dans l'art occidental, le personnage de Jésus est certainement celui qui a fait l'objet du plus grand nombre de représentations. Une des figurations les plus courantes est celle du Christ en croix, au moment de sa Passion. Toutes ces représentations relèvent de la création artistique, aucune image contemporaine au Christ ne nous étant parvenue. Quelques images acheiropoïètes (« non faites de main d'homme ») — dans une christianisation de la tradition païenne des « images tombées du ciel » — prétendent représenter le « véritable » visage de Jésus. Malgré la diversité des artistes et des époques, elles ont toutes quelques traits communs. En fait, les représentations de Jésus obéissaient à des canons artistiques précis, basés sur la tradition et les plus anciennes représentations connues : Jésus est présenté comme un homme blanc, de taille moyenne, plutôt mince, au teint mat et aux cheveux bruns, longs ; il sera plus tardivement représenté avec une barbe.
Sa tête est souvent entourée d'un cercle lumineux ou doré, appelé auréole, attribut courant figurant la sainteté d'un personnage. Quand elle s'applique à Jésus, cette auréole est souvent marquée conventionnellement d'une croix (généralement rouge), qui permet de l'identifier sans ambiguïté.
L'expression des yeux est l'objet d'une attention particulière des artistes. De même, la position de ses mains a souvent une signification religieuse. L'Église catholique ayant exprimé le souhait que la vie de Jésus puisse être comprise par tous, il n'est pas rare de trouver en Afrique des figurations du Christ en homme Noir, ou en Amérique du Sud des représentations de sa vie avec des vêtements locaux. Ce phénomène est ancien, puisque les artistes de la Renaissance représentaient déjà Jésus entouré de personnages habillés selon la mode de leur siècle (voir le groupe de personnes à droite sur le tableau de Fra Angelico, Descente de Croix).
Au Moyen Âge, les représentations visuelles avaient une fonction éducative : en mettant en scène la vie de Jésus-Christ, on diffusait la culture chrétienne à des personnes ne sachant généralement pas lire, et n'ayant de toute façon pas accès aux livres, y compris aux livres saints tels que la Bible. C'est ce qui est à l'origine de la crèche de Noël, tradition encore très active dans les milieux chrétiens. Certaines scènes sculptées sur les calvaires bretons, comme celui de la chapelle de Tronoën par exemple, sont de véritables résumés de la vie de Jésus. De même, toute église catholique est pourvue d'un chemin de croix (en latin Via Crucis) qui figure en 14 étapes, appelées « stations », les différents moments de la Passion du Christ, depuis sa condamnation jusqu'à sa mise au tombeau. Généralement réparties sur les pourtours de la nef, ces étapes sont représentées le plus souvent par des tableaux ou des petites sculptures ; pour les plus simples il s'agit seulement d'une croix accompagnée du numéro de la station. Jusqu'à récemment dans toutes les maisons catholiques, les pièces principales et les chambres étaient pourvues d'un christ en croix, généralement accroché sur le mur au-dessus du lit ou de l'accès à la pièce.

### Art byzantin

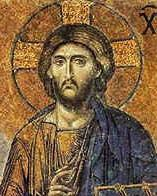
Icône du Christ, basilique Sainte-Sophie de Constantinople (aujourd'hui Istanbul). Détail de la mosaïque de la déisis (« supplication »), v. 1260.

Les orthodoxes acceptent la représentation du Christ en deux dimensions. La représentation la plus courante est celle des icônes.
Au VIIIe siècle, sous la poussée des Arabes à l'Est et des Bulgares à l'Ouest, des mesures seront prises dans l'Empire romain d'Orient contre les images et les statues qui peuplent les églises dans le but d'unifier l'empire derrière le seul chrisme, déclenchant la crise iconoclaste qui durera plus d'un siècle. Après la fin des guerres iconoclastes, le christianisme oriental donne lieu au développement d'un art spécifique, l'icône, basée sur une grammaire picturale très organisée. Ces images sont sacrées, l'esprit du ou des personnages représentés est censé « habiter » la représentation. L'iconographe — le peintre d'icône — se prépare à la fois par un apprentissage théologique et par une ascèse, le plus souvent le jeûne et la prière.
Les icônes sont anonymes jusqu'au XVe siècle.

### Dans le théâtre
La « Passion du Christ » était un des sujets traditionnels des mystères médiévaux.

### Romans
- Nikos Kazantzakis, La Dernière Tentation, 1954[308].
- Mikhaïl Boulgakov, Le Maître et Marguerite, roman russe achevé en 1940 et publié en 1967.
- Michael Moorcock, Voici l'homme (1969), où un voyageur temporel arrive en l'an 28 pour rencontrer Jésus.
- Philip José Farmer, Les Dieux du fleuve (1984), roman de science-fiction où toute l'humanité a été ressuscité et où un personnage est peut-être Jésus.
- José Saramago, L'Évangile selon Jésus-Christ, 1991[309].
- Denis Langlois, Récit édifiant des activités d'un nommé Jésus, Paris, Balland, 1996.
- Norman Mailer, L'Évangile selon le Fils, 1998[310].
- Andreas Eschbach, Jésus vidéo (1998) et sa suite L'Affaire Jésus (2014), romans de science-fiction où un voyageur temporel est parti à Jérusalem dans les années 30 et laissé un manuel de camescope retrouvé à la fin du XXe siècle lors de fouilles archéologiques.
- Éric-Emmanuel Schmitt, L'Évangile selon Pilate, 2000[311].
- Richard Zimler, Lazare, Paris, Cherche Midi, 2021.

### Au cinéma
- 1916 : Intolérance (Intolerance) de David Wark Griffith.
- 1953 : La Tunique (The Robe) de Henry Koster avec Richard Burton (un tribun Romain chargé de crucifier le Christ est profondément touché par lui et se convertit à la foi chrétienne. Il ramasse la sainte Tunique du Christ au pied de la croix et rejoint les apôtres pour évangéliser l'Empire romain).
- 1959 : Ben Hur de William Wyler avec Charlton Heston (le film se déroule dans la Judée des années 19-30 apr. J.-C. et met en scène un juif, Juda Ben Hur, qui perd sa famille, ses biens et sa liberté à cause de l'occupant romain et décide de se venger ; il rencontre le Christ à plusieurs reprises et assiste à sa Crucifixion).
- 1961 : Le Roi des rois (King of Kings) de Nicholas Ray avec Jeffrey Hunter, Robert Ryan.
- 1964 : L'Évangile selon saint Matthieu (Il Vangelo secondo Matteo) de Pier Paolo Pasolini.
- 1965 : La Plus Grande Histoire jamais contée de George Stevens.
- 1973 : Jésus Christ Superstar, comédie musicale de Norman Jewison.
- 1976 : Le Messie (Il Messia) de Roberto Rossellini.
- 1977 : Jésus de Nazareth de Franco Zeffirelli, un feuilleton télévisé de 6 h 16 min réalisé sur demande du pape Paul VI.
- 1979 : Jésus ou Le Film Jésus de Peter Sykes et John Krisch.
- 1979 : Monty Python : La Vie de Brian de Terry Jones ; film comique inspiré de la vie de Jésus ; le personnage central, un Galiléen du Ier siècle nommé Brian, est pris par erreur pour un Messie, et adoré comme tel par la foule ; le film se moque de la crédulité populaire, du « suivisme » des foules, et des superstitions religieuses.
- 1988 : La Dernière Tentation du Christ de Martin Scorsese (une adaptation du roman de Nikos Katzantakis).
- 1995 : Marie de Nazareth de Jean Delannoy (Un film qui raconte la vie de Jésus et de Marie).
- 2004 : La Passion du Christ de Mel Gibson (les douze dernières heures de la vie du Christ).
- 2006 : La Nativité de Catherine Hardwicke.
- 2014 : Son of God de Christopher Spencer.

Dans son analyse de quelques œuvres de cette filmographie (celles de Pasolini, Scorsese, et M. Gibson), le cinéaste Paul Verhoeven (membre par ailleurs du Jesus Seminar) écrit : « Jamais personne n'a tourné de film réaliste sur la vie du Christ. Je veux par là que personne n'a jusqu'ici voulu le décrire comme un simple humain, considérer ses « miracles » — pour autant qu'ils aillent à l'encontre des lois de la nature — comme « impossibles » et par conséquent, les effacer ou les réinterpréter. » À l'exception du film des Monty Python, dit Verhoeven, « le cinéma s'est généralement contenté de paraphraser les Évangiles avec un surplus de sainteté ».

### Musique sacrée
Oratorio le Messie de Georg Friedriech Haendel.

### Comédie musicale
- 1971 : Jesus Christ Superstar, opéra-rock
- 2017 : Jésus de Nazareth à Jérusalem

## Reliques

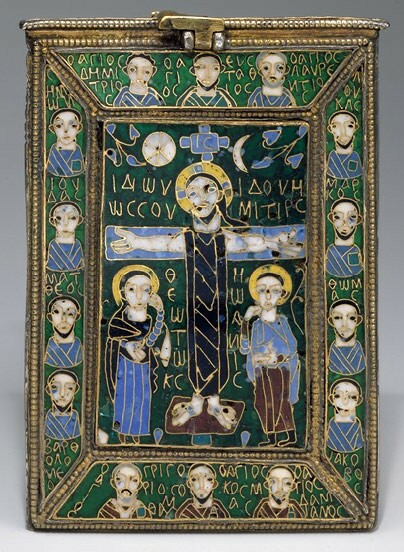
Staurothèque byzantine du début du IX contenant des fragments de la « Vraie Croix »,
Metropolitan Museum of Art, New-York.

Jésus de Nazareth qui, pour les chrétiens, est ressuscité avec son enveloppe charnelle, a pu néanmoins laisser des traces de sa vie matérielle qui peuvent être considérées comme des reliques par certains croyants, ce suivant des traditions plus anciennes : dès l'époque paléochrétienne, on montrait aux pèlerins qui faisaient le voyage de la Terre Sainte différentes reliques vétérotestamentaires comme la verge d'Aaron qui, d'après l'Épître aux Hébreux, était conservée dans l'arche de l'Alliance dans le saint des saints du Temple de Jérusalem.

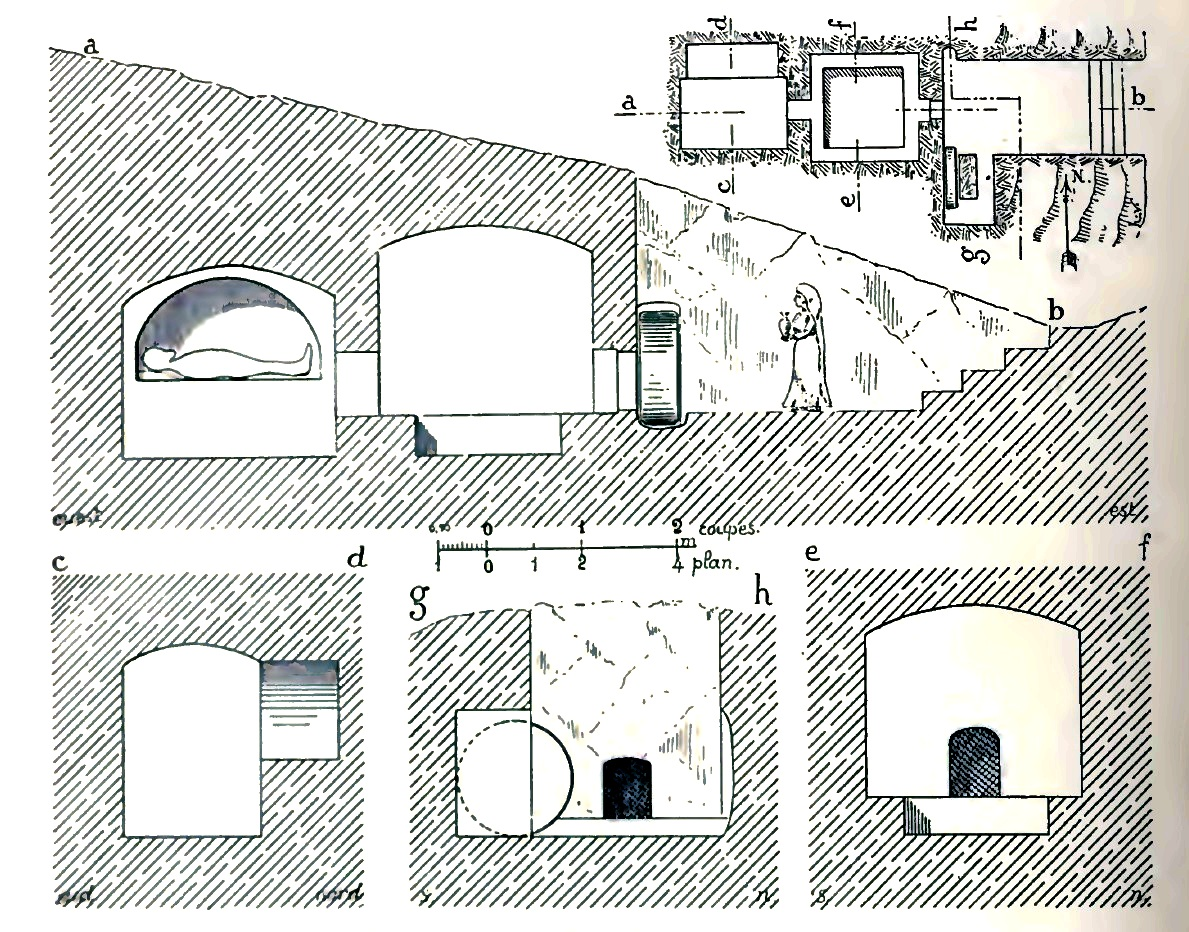
Tombeau de Jésus selon le père Louis-Hugues Vincent (1912).

Le culte des reliques relatives à la vie et la Passion de Jésus a débuté vers 325, avec la tradition de l'excavation du tombeau enfoui de Jésus (kokh de type loculus ou arcosolium) sur l'ordre de l'empereur Constantin. La découverte légendaire de la « vraie Croix », que la tradition attribuera par la suite à l'impératrice Hélène, mère de Constantin, est probablement contemporaine de ces fouilles et un complexe d'édifices cultuels de dévotions est bientôt construit pour accueillir les pèlerins. Cette découverte semble avoir eu un grand retentissement et, dès les Ve et VIe siècles, les pèlerins les plus illustres affluent pour obtenir des fragments de l'objet que l'on retrouve dès cette époque en Occident. En 680, le pèlerin Arculfe atteste qu'il a vu à Jérusalem, dans l’Anastasis — première église de la Résurrection — exposée une série de reliques : le plat de la Cène, l'éponge et la lance qui a percé le flanc de Jésus lors de la Crucifixion, ainsi qu'un suaire ayant couvert le visage de Jésus au tombeau.
Le développement du culte des reliques qui s'ensuit à la période carolingienne — pour atteindre, à la suite des croisades, son apogée au Moyen Âge — relève d'une « spiritualité du voir et du toucher » qui essaie d'entrer en contact avec la sainteté dont sont porteurs les « témoins » matériels de la vie de Jésus, témoins matériels qui tendent dès lors à se multiplier et se disséminer un peu partout à travers l'Europe, après avoir été centralisés dans un premier temps à Constantinople. Devenues signe, voire enjeu, de pouvoir et de légitimité, elles vont rapidement faire l'objet, comme le montre Peter Brown, d'un intense commerce ; d'autres auteurs ont également montré l'essor de ce commerce selon un trajet Orient vers Occident à partir des croisades.
Si les reliques se rapportant à Jésus sont littéralement innombrables, on peut cependant les classer en plusieurs catégories. D'une part, les « ipsissima loca » sont les « lieux mêmes » qui ont pu voir évoluer Jésus. Cependant, ces précisions topographiques sont rares et secondaires, car « le but des évangélistes étant d'abord la délivrance d'un message théologique », ce qui laisse le champ libre à l'imagination des inventeurs empiriques et inspirés. D'autre part, certains fidèles vénèrent des « instruments de la Passion » tels que la couronne d'épines, l'éponge, la lance qui lui a percé le flanc, etc.), ou encore des reliques corporelles liées à la vie publique de Jésus (calice utilisé lors de la Cène) ou même à son enfance (sang, sandales, dents de lait…), et les linges funéraires et suaires. Beaucoup des reliques sont rejetées par les autorités religieuses et que les excès de leurs cultes ont par ailleurs souvent fait l'objet de débats et de contestations.